# Castelnau-Rivière-Basse
Pour les articles homonymes, voir Castelnau et Rivière (homonymie).
Castelnau-Rivière-Basse est une commune française située dans le nord-ouest du département des Hautes-Pyrénées, en région Occitanie. Sur le plan historique et culturel, la commune est dans le pays de Rivière-Basse, qui s’allonge dans la moyenne vallée de l’Adour, à l’endroit où le fleuve marque un coude pour s’orienter vers l’Aquitaine.
Exposée à un climat océanique altéré, elle est drainée par l'Adour, le Louet, l'Arrioutor, le Boscassé et par divers autres petits cours d'eau. La commune possède un patrimoine naturel remarquable : un site Natura 2000 (la « vallée de l'Adour ») et deux zones naturelles d'intérêt écologique, faunistique et floristique.
Castelnau-Rivière-Basse est une commune rurale qui compte 648 habitants en 2022, après avoir connu un pic de population de 1 365 habitants en 1851..
Ses habitants sont appelés les Castelnauviens.

## Géographie

### Localisation
La commune de Castelnau-Rivière-Basse se trouve dans le département des Hautes-Pyrénées, en région Occitanie.
Elle se situe à 40 km à vol d'oiseau de Tarbes, préfecture du département, et à 14 km de Maubourguet, bureau centralisateur du canton du Val d'Adour-Rustan-Madiranais dont dépend la commune depuis 2015 pour les élections départementales.
La commune fait en outre partie du bassin de vie de Plaisance.
Les communes les plus proches sont : 
Jû-Belloc (2,7 km), Saint-Lanne (3,0 km), Préchac-sur-Adour (3,2 km), Hères (3,9 km), Cannet (4,0 km), Madiran (4,1 km), Goux (4,1 km), Galiax (5,2 km).
Sur le plan historique et culturel, Castelnau-Rivière-Basse fait partie du pays de Rivière-Basse, qui s’allonge dans la moyenne vallée de l’Adour, à l’endroit où le fleuve marque un coude pour s’orienter vers l’Aquitaine.

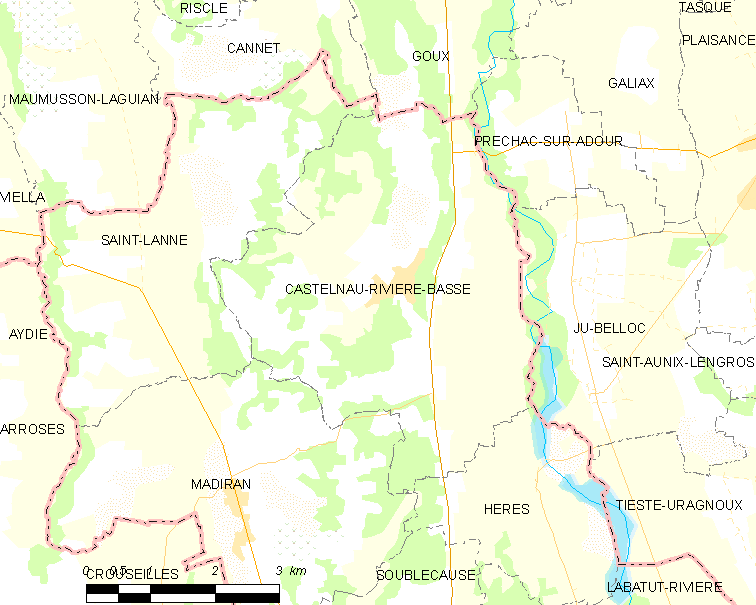
Carte de la commune de Castelnau-Rivière-Basse et des proches communes.

|             | Goux (Gers)             | Préchac-sur-Adour (Gers) |
| Saint-Lanne | Castelnau-Rivière-Basse | Jû-Belloc (Gers)         |
| Madiran     | Hères                   |                          |

### Hydrographie
La commune est parcourue par l'Adour et son affluent le Louet qui s'y jette au quartier des Tallabardes. Cette dernière rivière alimente différents canaux qui animaient quatre moulins (Montus, Foulon ou Batan, Debat et La Loncagne) et servaient à l'irrigation par submersion des prés et cultures. L'Arrioutor, affluent gauche de l'Adour, prend naissance sur la commune, tout comme son affluent droit, le Boscassé connu localement sous le nom de ruisseau de Doue.
L'Adour a sur le cours de la commune une dynamique fluviale importante : bras morts, espaces de saligues (boisements hygrophiles dominés par les saules) modifiés par les crues qui vaut le classement de la vallée de l’Adour en site du Réseau Natura 2000.
Les espèces remarquables sont la loutre, la cistude d'Europe ainsi qu'une variété de moule fluviale, la Margaritifera margaritifera.

### Climat
Le climat est tempéré de type océanique, en raison de l'influence proche de l'océan Atlantique situé à peu près 150 km plus à l'ouest. La proximité des Pyrénées fait que la commune profite d'un effet de foehn, il peut aussi y neiger en hiver, même si cela reste inhabituel.
| Mois                              | jan.  | fév.  | mars  | avril | mai   | juin  | jui.  | août  | sep.  | oct.  | nov.  | déc.  | année   |
| --------------------------------- | ----- | ----- | ----- | ----- | ----- | ----- | ----- | ----- | ----- | ----- | ----- | ----- | ------- |
| Température minimale moyenne (°C) | 0,6   | 1,3   | 2,7   | 5,2   | 8,3   | 11,6  | 14,1  | 13,9  | 11,7  | 8     | 3,6   | 1,3   | 6,9     |
| Température moyenne (°C)          | 5,3   | 6,1   | 7,8   | 10    | 13,3  | 16,7  | 19,3  | 19    | 17,2  | 13,3  | 8,5   | 5,8   | 11,9    |
| Température maximale moyenne (°C) | 9,9   | 11    | 12,9  | 14,8  | 18,3  | 21,7  | 24,5  | 24    | 22,6  | 18,6  | 13,4  | 10,4  | 16,8    |
| Ensoleillement (h)                | 108,8 | 118,8 | 155,6 | 157,2 | 181,3 | 191,5 | 215,5 | 196,4 | 194,5 | 164,4 | 124,4 | 104,4 | 1 912,8 |
| Précipitations (mm)               | 112,8 | 97,5  | 100,2 | 105,7 | 113,6 | 80,7  | 57,3  | 70,3  | 71    | 85,2  | 93    | 112,1 | 1 099,4 |

### Milieux naturels et biodiversité

#### Réseau Natura 2000

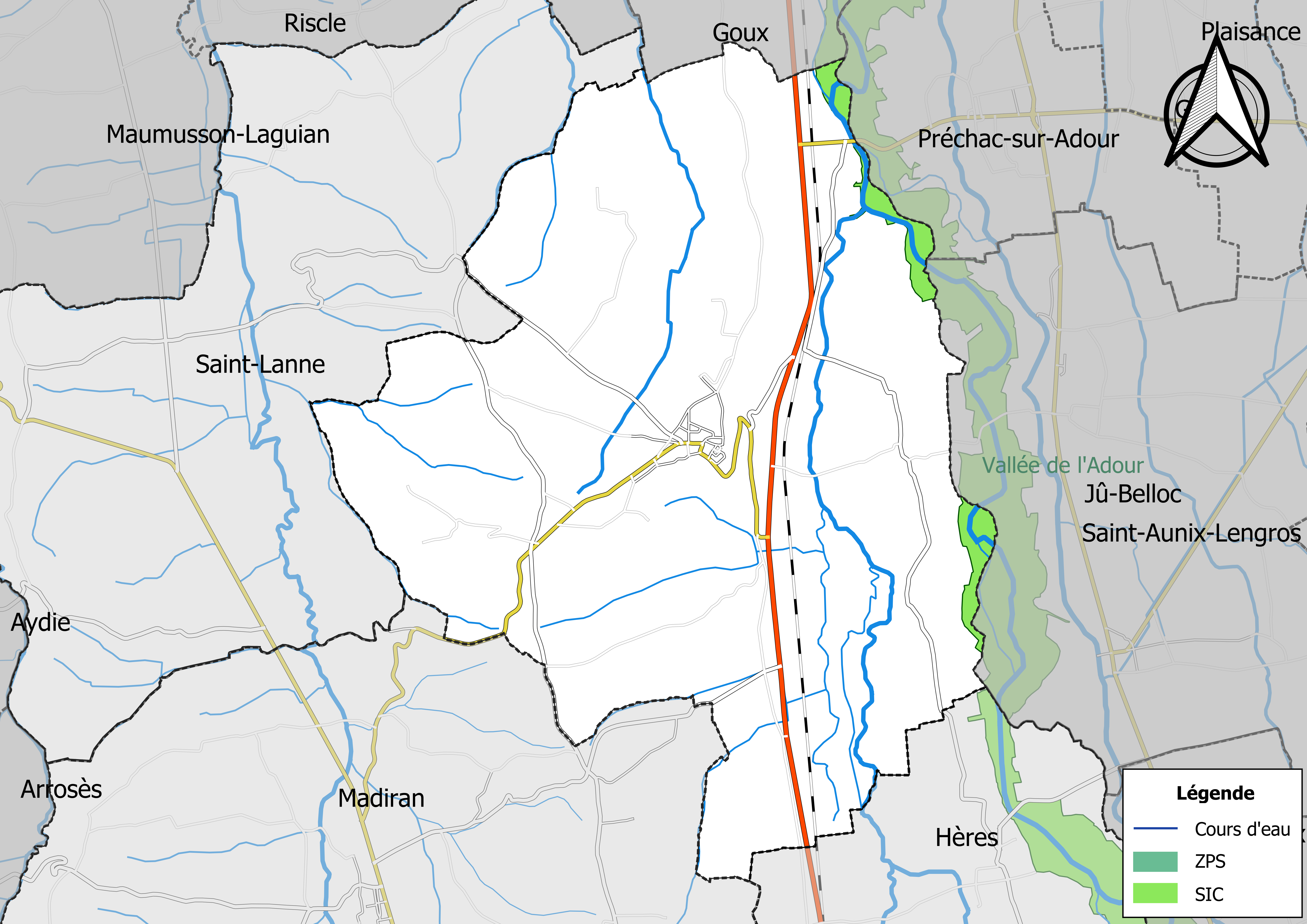
Site Natura 2000 sur le territoire communal.

Le réseau Natura 2000 est un réseau écologique européen de sites naturels d'intérêt écologique élaboré à partir des directives « habitats » et « oiseaux », constitué de zones spéciales de conservation (ZSC) et de zones de protection spéciale (ZPS).
Un site Natura 2000 a été défini sur la commune au titre de la directive habitats : la « vallée de l'Adour », d'une superficie de 2 694 ha, un espace où les habitats terrestres et aquatiques abritent une flore et une faune remarquable et diversifiée, avec la présence de la Loutre et de la Cistude d'Europe.

#### Zones naturelles d'intérêt écologique, faunistique et floristique
L’inventaire des zones naturelles d'intérêt écologique, faunistique et floristique (ZNIEFF) a pour objectif de réaliser une couverture des zones les plus intéressantes sur le plan écologique, essentiellement dans la perspective d’améliorer la connaissance du patrimoine naturel national et de fournir aux différents décideurs un outil d’aide à la prise en compte de l’environnement dans l’aménagement du territoire.
Une ZNIEFF de type 1 est recensée sur la commune :
« l'Adour, de Bagnères à Barcelonne-du-Gers » (2 786 ha), couvrant 59 communes dont 18 dans le Gers, une dans les Landes et 40 dans les Hautes-Pyrénées et une ZNIEFF de type 2, : 
l'« Adour et milieux annexes » (3 634 ha), couvrant 60 communes dont 18 dans le Gers, une dans les Landes et 41 dans les Hautes-Pyrénées.

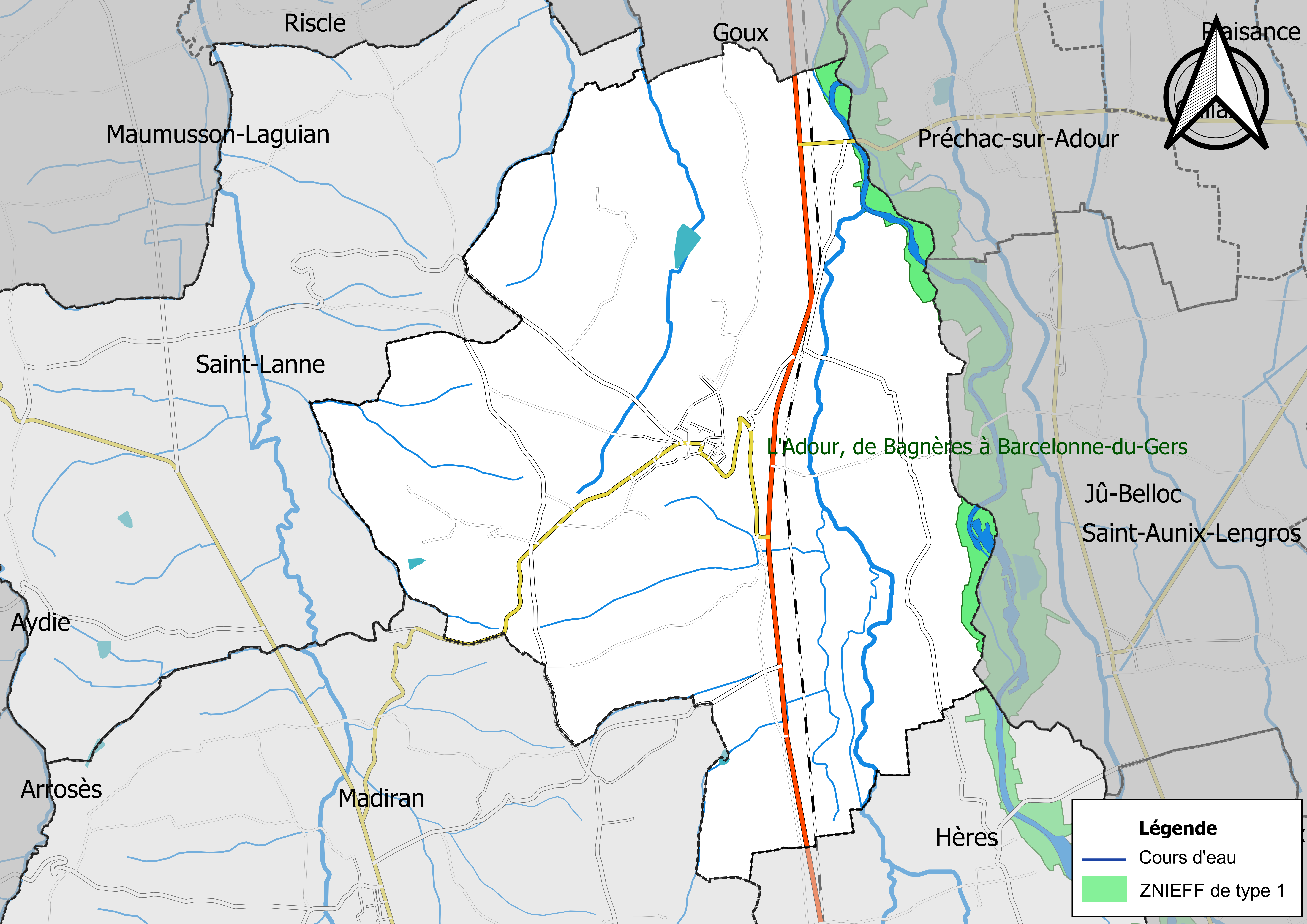
Carte de la ZNIEFF de type 1 sur la commune.
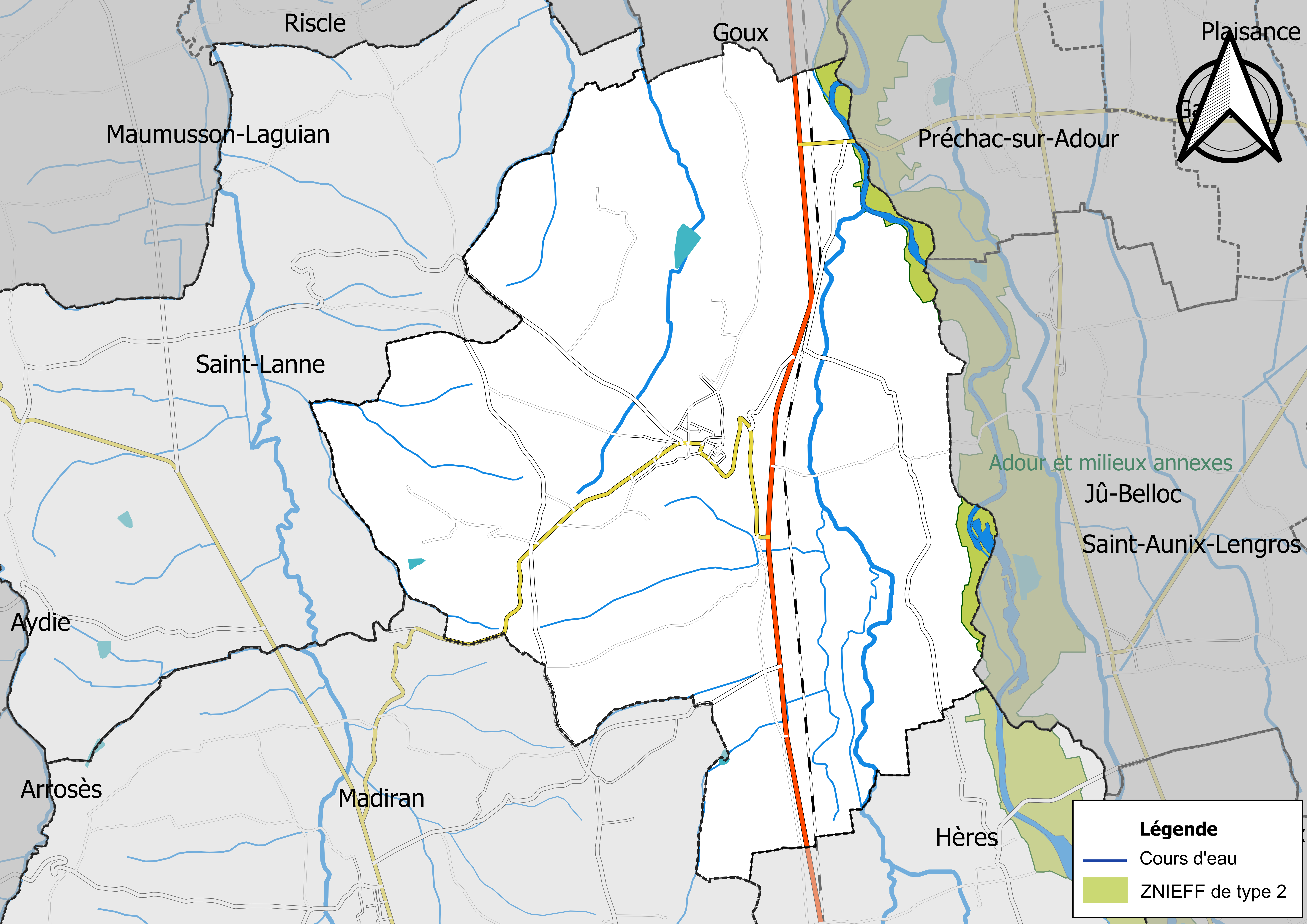
Carte de la ZNIEFF de type 2 sur la commune.

## Urbanisme

### Typologie
Au 1er janvier 2024, Castelnau-Rivière-Basse est catégorisée commune rurale à habitat dispersé, selon la nouvelle grille communale de densité à sept niveaux définie par l'Insee en 2022.
Elle est située hors unité urbaine et hors attraction des villes,.

### Occupation des sols
L'occupation des sols de la commune, telle qu'elle ressort de la base de données européenne d’occupation biophysique des sols Corine Land Cover (CLC), est marquée par l'importance des territoires agricoles (72,8 % en 2018), en augmentation par rapport à 1990 (71,8 %). La répartition détaillée en 2018 est la suivante : 
terres arables (37,9 %), zones agricoles hétérogènes (25,5 %), forêts (25,4 %), prairies (6,2 %), cultures permanentes (3,2 %), zones urbanisées (1,7 %), eaux continentales (0,1 %).
L'IGN met par ailleurs à disposition un outil en ligne permettant de comparer l’évolution dans le temps de l’occupation des sols de la commune (ou de territoires à des échelles différentes). Plusieurs époques sont accessibles sous forme de cartes ou photos aériennes : la carte de Cassini (XVIIIe siècle), la carte d'état-major (1820-1866) et la période actuelle (1950 à aujourd'hui).

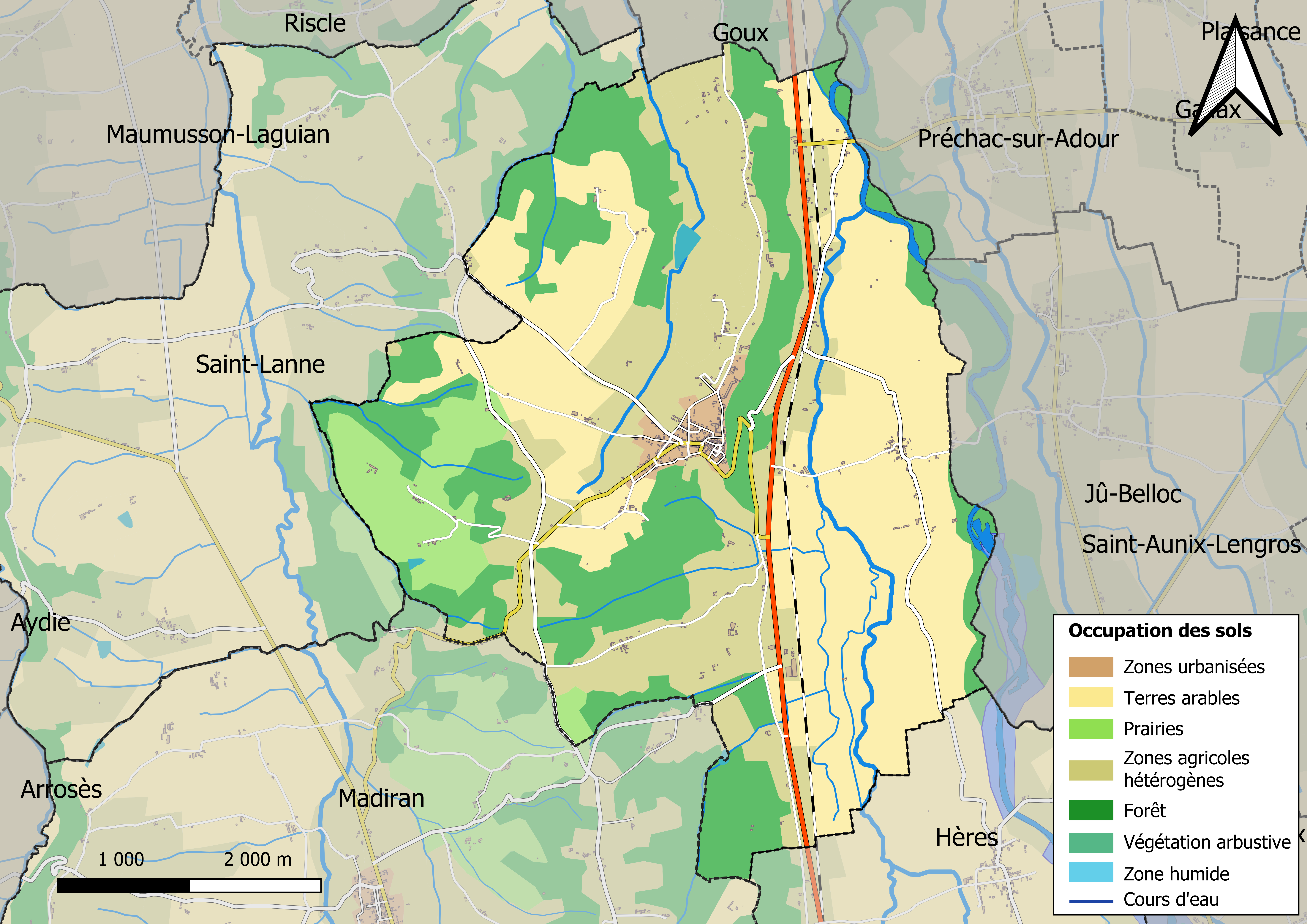
Carte des infrastructures et de l'occupation des sols en 2018 (CLC) de la commune.
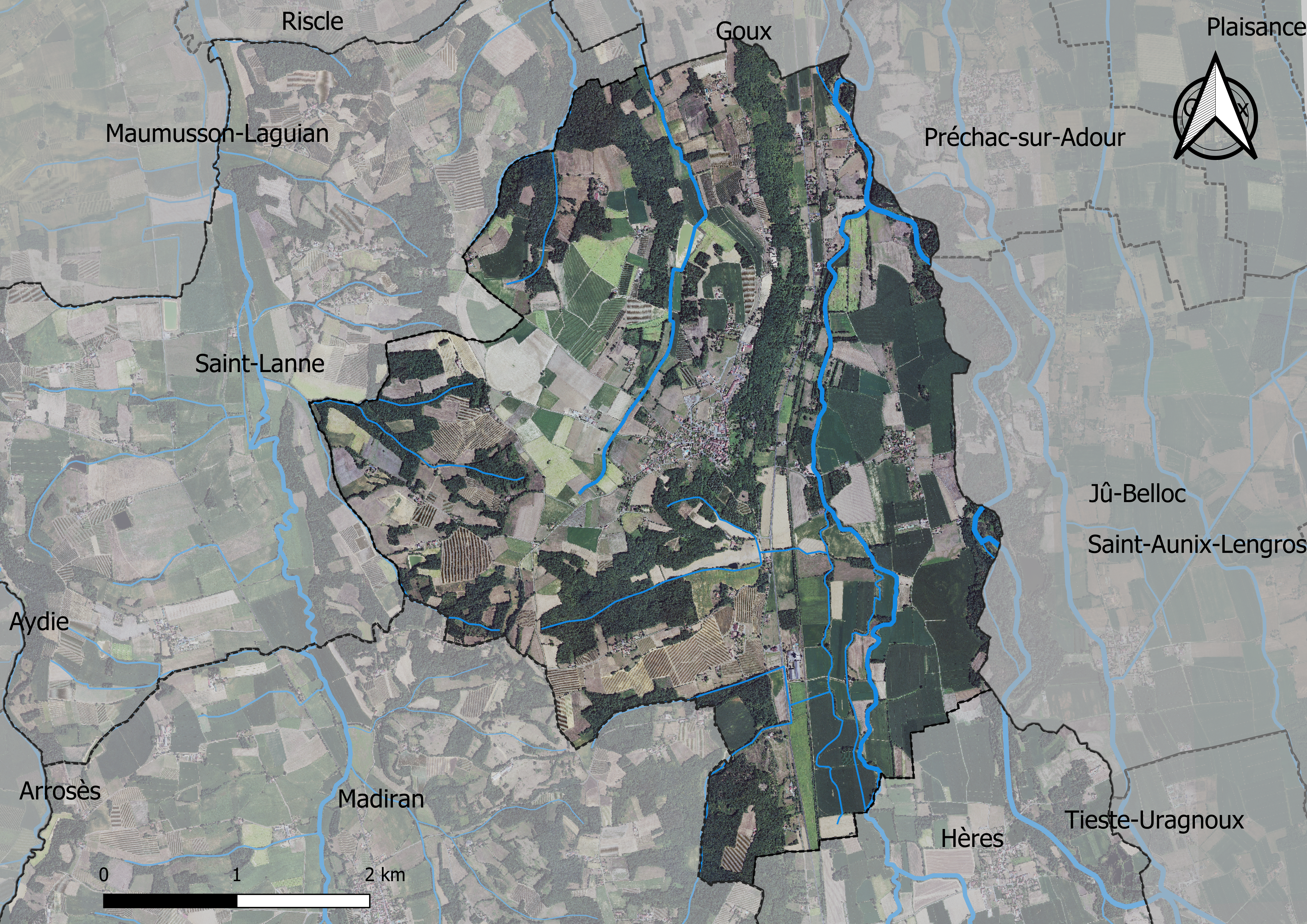
Carte orthophotogrammétrique de la commune.

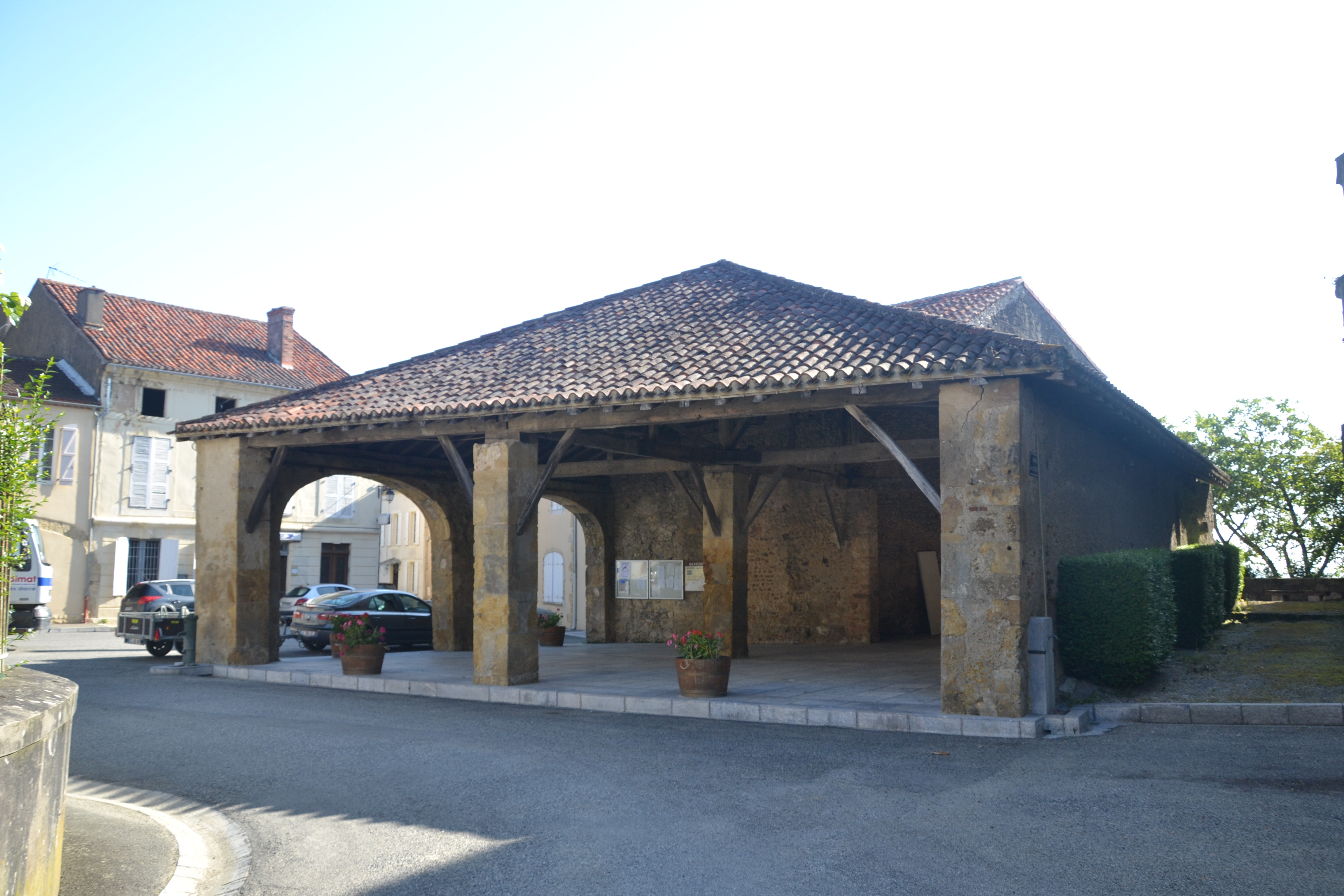
Les halles.

### Morphologie urbaine
La commune comprend outre « la Ville » initialement contenue dans ses murailles, les faubourgs de La Castelle, des Esparguères, de Cabaré.
À l'extérieur de cette zone agglomérée se rencontrent les hameaux de La Tyre, Le Tail, Le Rengouer (proche de Château Montus) et Mazères (qui avec Montus constituaient des paroisses distinctes au XVIIIe siècle). D'autres groupes d'habitat de moindre importance sont qualifiés de quartiers : la Gare et Laloncagne dans la plaine, le Capmas et les Arrauzets sur le plateau, Trencalie et les Aouquerats aux limites nord de la commune.

### Logement
En 2012, le nombre total de logements dans la commune est de 336.

Parmi ces logements, 72,9 % sont des résidences principales, 17,3 % des résidences secondaires et 9,8 % des logements vacants.

### Lieux-dits, écarts et quartiers

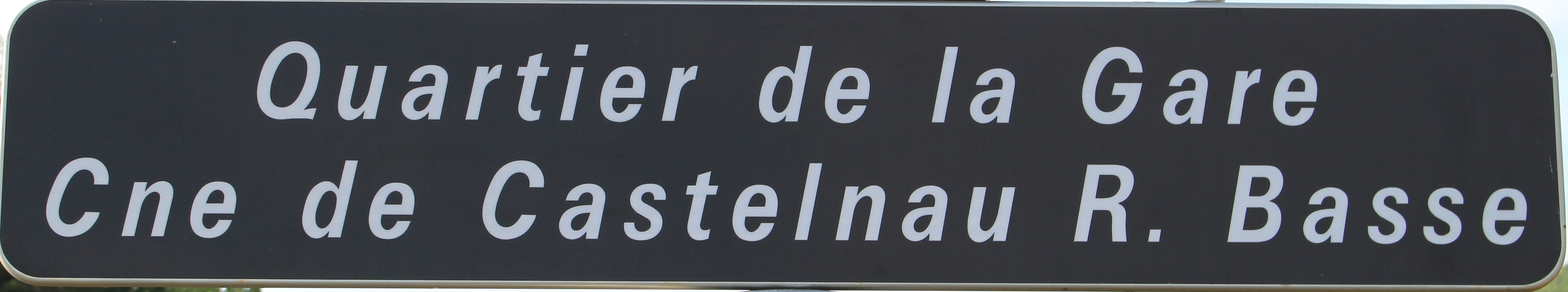
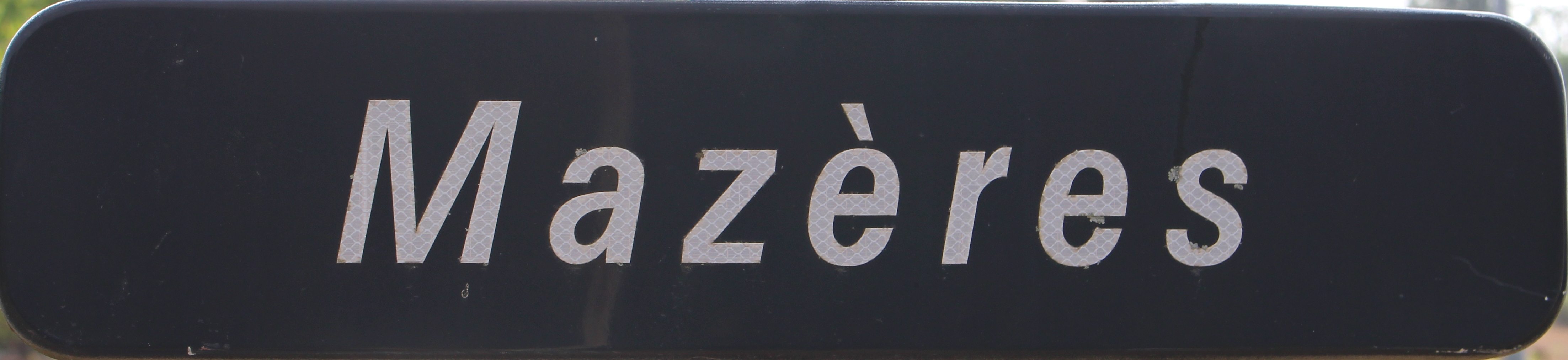
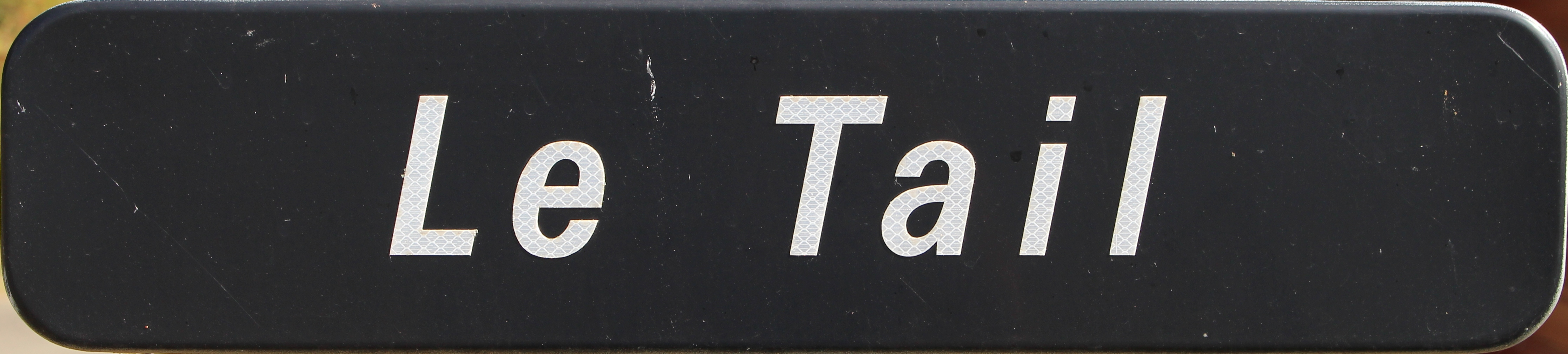
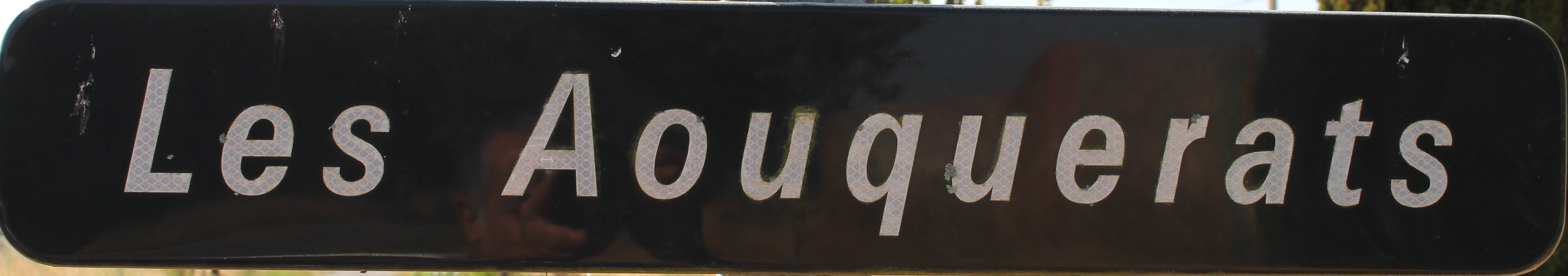
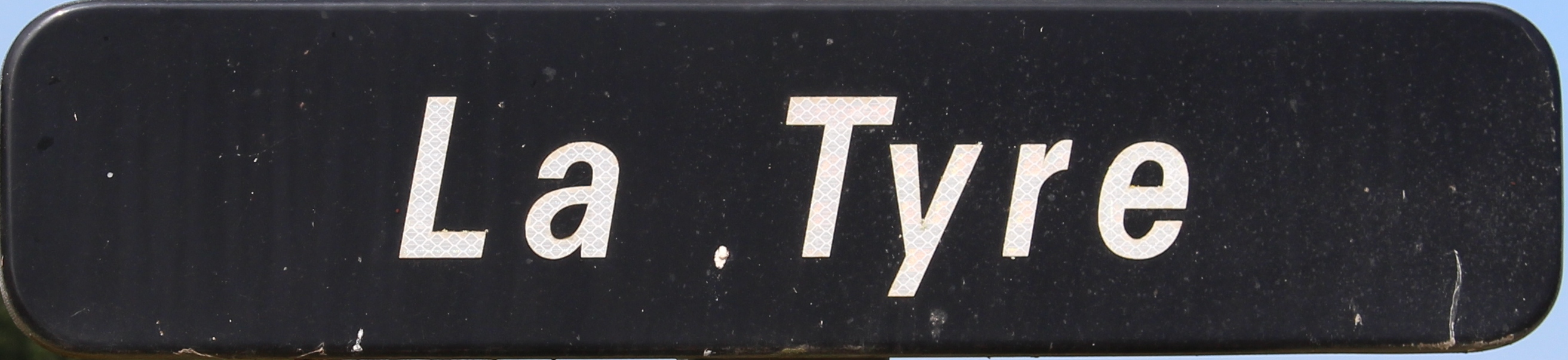
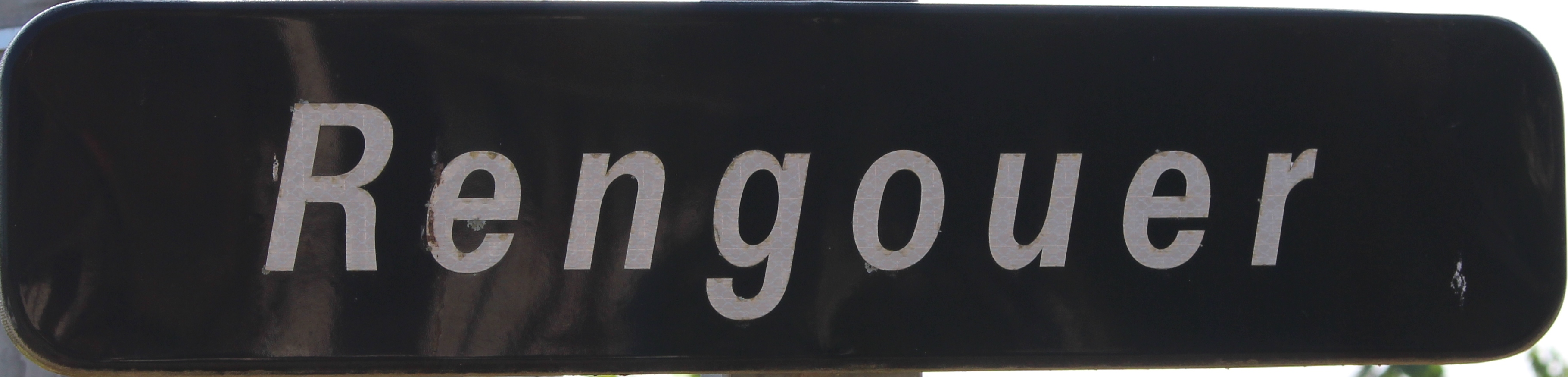
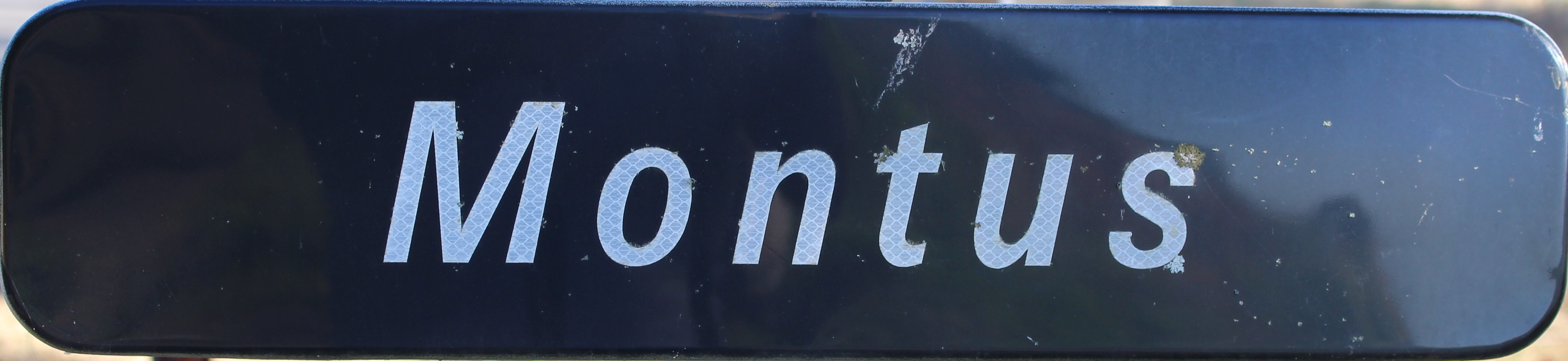

### Voies de communication et transports

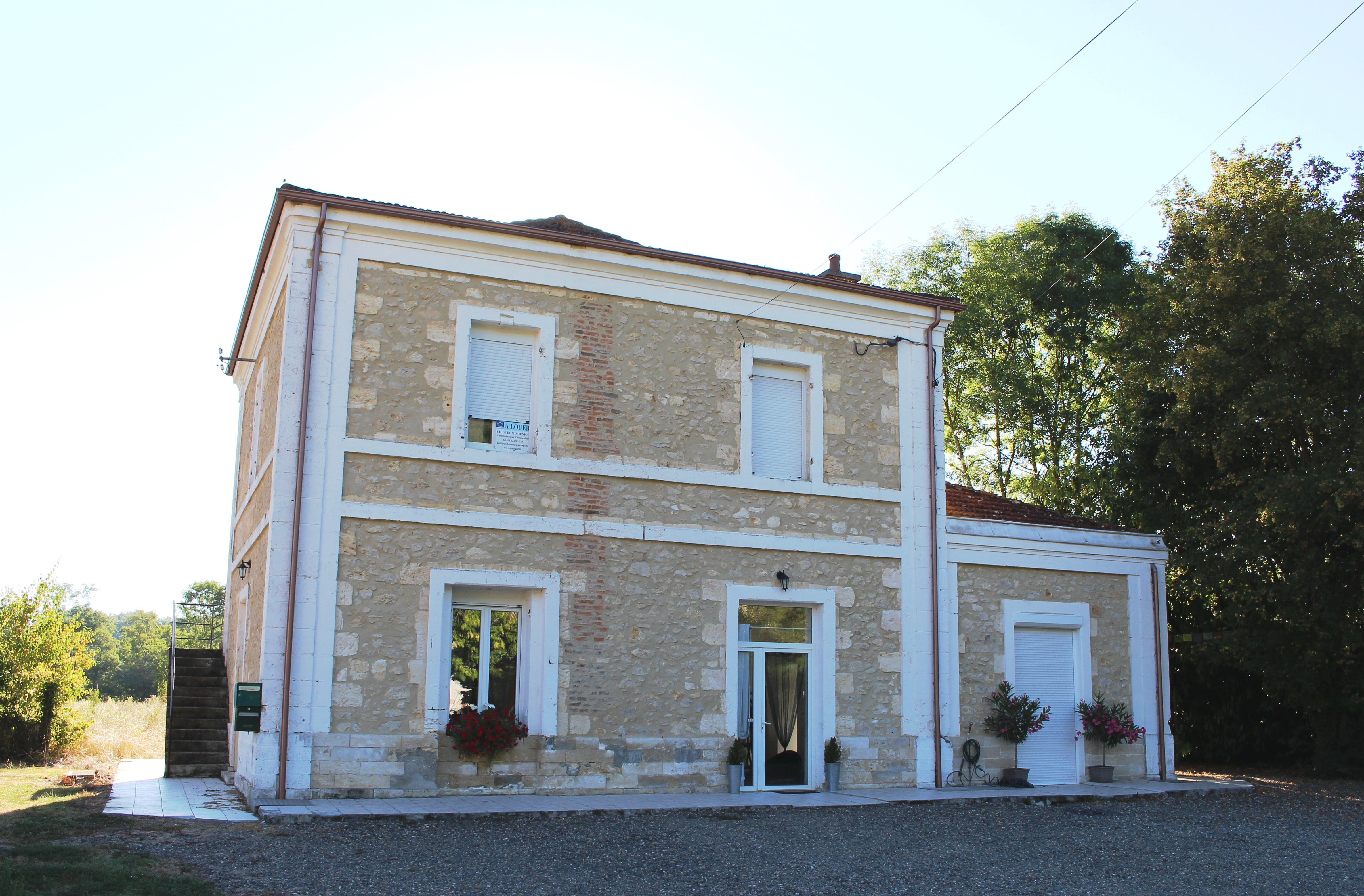
L'ancien bâtiment voyageurs de la gare de Castelnau-Rivière-Basse sur la ligne de Morcenx à Bagnères-de-Bigorre en 2016.

Cette commune est desservie par la route départementale D 935.

### Risques majeurs
Le territoire de la commune de Castelnau-Rivière-Basse est vulnérable à différents aléas naturels : météorologiques (tempête, orage, neige, grand froid, canicule ou sécheresse), inondations, mouvements de terrains et séisme (sismicité faible). Il est également exposé à un risque technologique, le transport de matières dangereuses. Un site publié par le BRGM permet d'évaluer simplement et rapidement les risques d'un bien localisé soit par son adresse soit par le numéro de sa parcelle.

#### Risques naturels
Certaines parties du territoire communal sont susceptibles d’être affectées par le risque d’inondation par débordement de cours d'eau, notamment l'Adour, le Louet, l'Arrioutor et le Boscassé. La cartographie des zones inondables en ex-Midi-Pyrénées réalisée dans le cadre du XIe Contrat de plan État-région, visant à informer les citoyens et les décideurs sur le risque d’inondation, est accessible sur le site de la DREAL Occitanie. La commune a été reconnue en état de catastrophe naturelle au titre des dommages causés par les inondations et coulées de boue survenues en 1982, 1999 et 2009,.
Castelnau-Rivière-Basse est exposée au risque de feu de forêt. Un plan départemental de protection des forêts contre les incendies a été approuvé par arrêté préfectoral le 21 avril 2020 pour la période 2020-2029. Le précédent couvrait la période 2007-2017. L’emploi du feu est régi par deux types de réglementations. D’abord le code forestier et l’arrêté préfectoral du 27 octobre 2014, qui réglementent l’emploi du feu à moins de 200 m des espaces naturels combustibles sur l’ensemble du département. Ensuite celle établie dans le cadre de la lutte contre la pollution de l’air, qui interdit le brûlage des déchets verts des particuliers. L’écobuage est quant à lui réglementé dans le cadre de commissions locales d’écobuage (CLE)

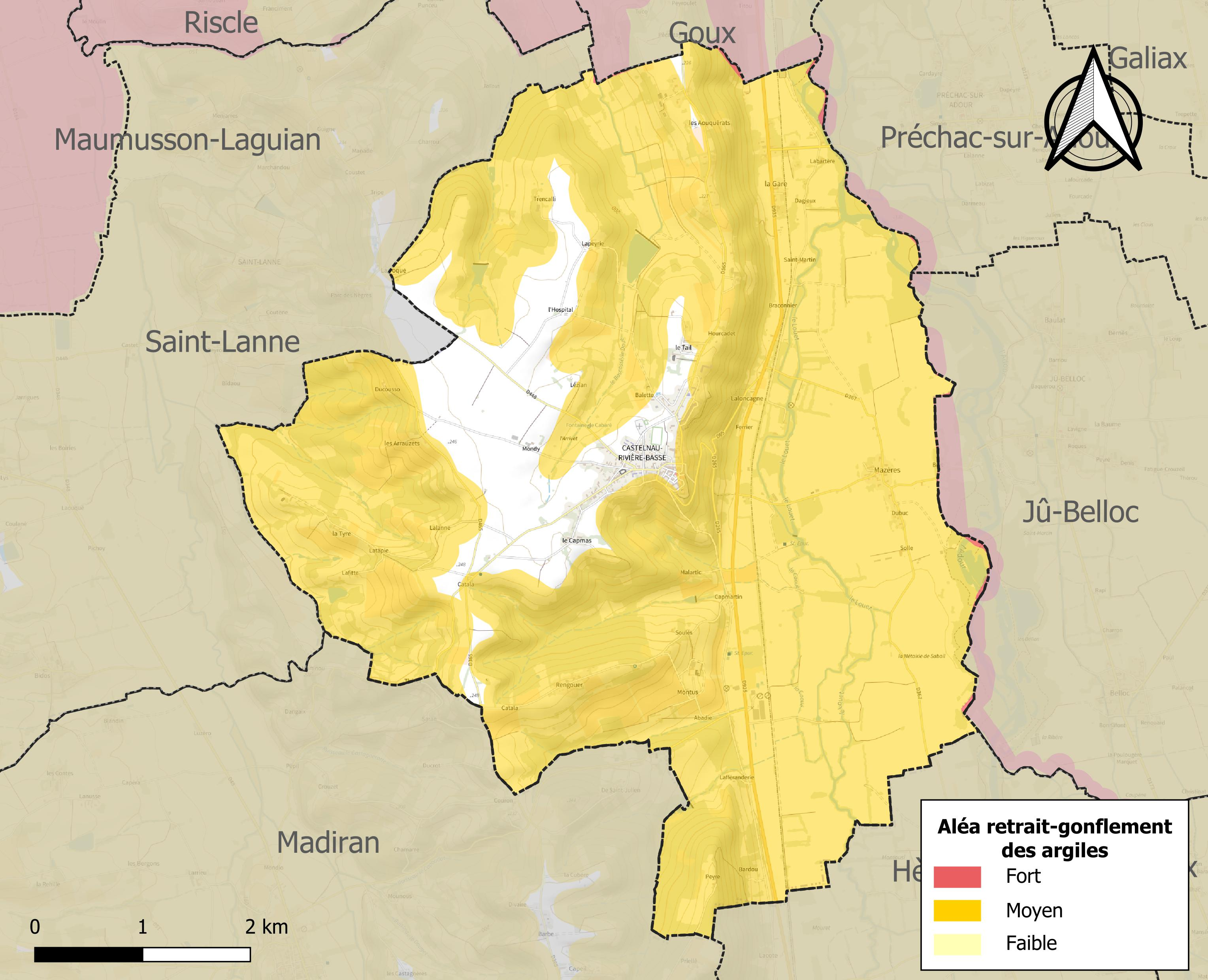
Carte des zones d'aléa retrait-gonflement des sols argileux de Castelnau-Rivière-Basse.

Les mouvements de terrains susceptibles de se produire sur la commune sont des tassements différentiels.
Le retrait-gonflement des sols argileux est susceptible d'engendrer des dommages importants aux bâtiments en cas d’alternance de périodes de sécheresse et de pluie. 88,3 % de la superficie communale est en aléa moyen ou fort (44,5 % au niveau départemental et 48,5 % au niveau national). Sur les 312 bâtiments dénombrés sur la commune en 2019, 183 sont en aléa moyen ou fort, soit 59 %, à comparer aux 75 % au niveau départemental et 54 % au niveau national. Une cartographie de l'exposition du territoire national au retrait gonflement des sols argileux est disponible sur le site du BRGM,.
Par ailleurs, afin de mieux appréhender le risque d’affaissement de terrain, l'inventaire national des cavités souterraines permet de localiser celles situées sur la commune.
Concernant les mouvements de terrains, la commune a été reconnue en état de catastrophe naturelle au titre des dommages causés par la sécheresse en 1994 et par des mouvements de terrain en 1999.

#### Risque technologique
Le risque de transport de matières dangereuses sur la commune est lié à sa traversée par une infrastructure ferroviaire. Un accident se produisant sur une telle infrastructure est susceptible d’avoir des effets graves sur les biens, les personnes ou l'environnement, selon la nature du matériau transporté. Des dispositions d’urbanisme peuvent être préconisées en conséquence.

## Toponymie

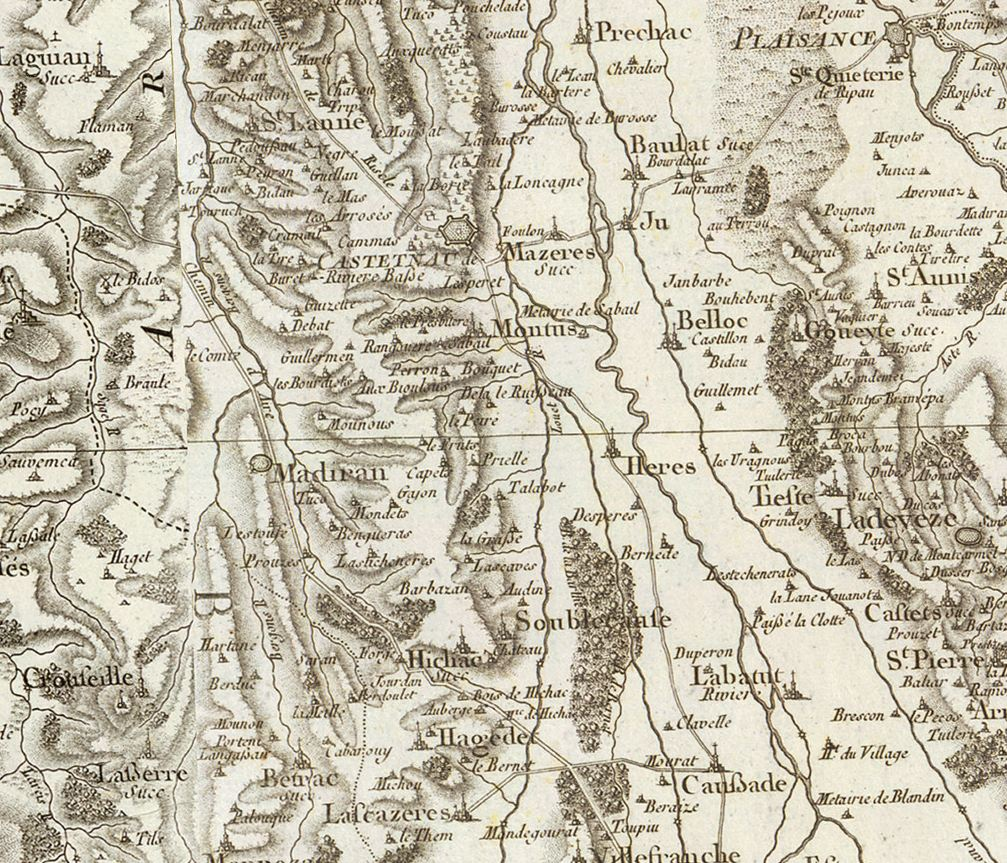
Extrait de la carte de Cassini (entre 1756 et 1789) situant Castelnau-Rivière-Basse.

On trouvera les principales informations dans le Dictionnaire toponymique des communes des Hautes Pyrénées de Michel Grosclaude et Jean-François Le Nail qui rapporte les dénominations historiques du village :
Dénominations historiques :
- Castrum Novum de Auriberia, latin (1256, procès Bigorre) ;
- Castrum Novum de Riparia, latin (ibid. ; 1300, enquête Bigorre) ;
- de Castro Novo, de Castronovo in Ripparia (1342, pouillé de Tarbes) ;
- Castetnau de Rivière-Basse (fin XVIIIe siècle, carte de Cassini).

Étymologie : du gascon castèth nau (= château neuf) et ribèra baisha (= basse vallée de l’Adour).
Son nom en gascon (et en aragonais) est Castèthnau de Ribèra Baisha mais les « fors et coutumes » confirmés en 1309 emploient le terme de Castetnau d’Aribera (ou d’Arribera).

## Histoire

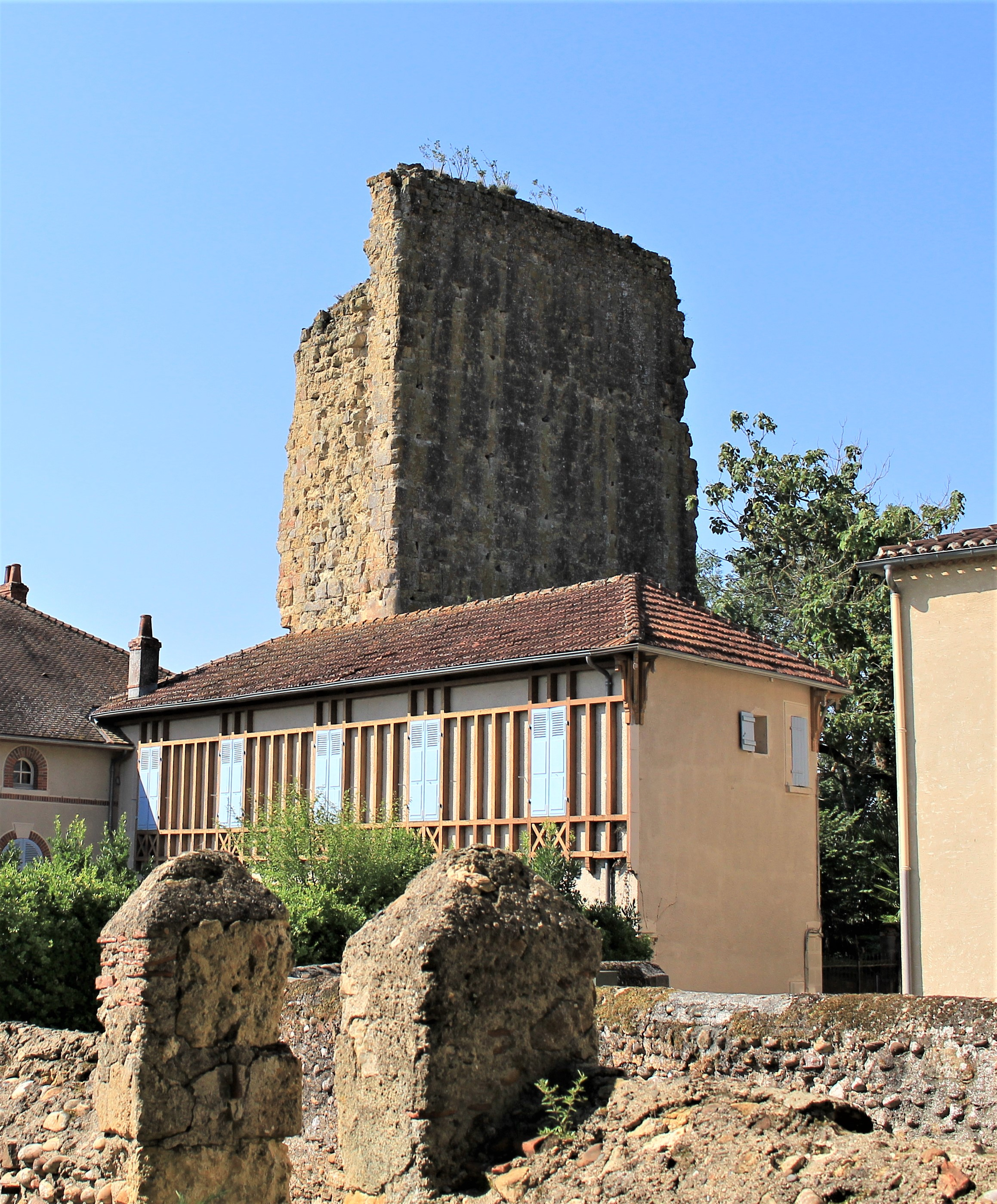
Le château en 2022.

Il n'a pas été trouvé sur le territoire communal de site protohistorique ni gallo-romain. Toutefois un chemin de crête baptisé Poudge (du latin podium, endroit élevé) traverse la commune et semble joindre le confluent de l'Adour et de l'Arros (limite de la Bigorre primitive) à Maubourguet.
La ville de Castelnau — ville est le terme propre — bénéficie depuis le Moyen Âge (vraisemblablement du Xe siècle ou XIe siècle) de « fors et coutumes » dont le texte est connu par une confirmation de novembre 1309.
Elle possède les attributs de la ville (murailles, foires et marchés, jurats) et un statut apparemment avantageux puisqu'en 1309 un article concernant ses droits de « dépaissance et d'accès » est étendu à l'ensemble de la Rivière-Basse dont elle est le « chef-lieu ».
La ville suit donc les changements de suzerain : jusqu'en 1256, elle est fief de Bigorre, puis de 1256 à 1306, rattachée au Béarn et enfin à partir de 1306 rattachée à l'Armagnac, qui reconnait les fors et coutumes de la ville de Castelnau.
Le 4 septembre 1489, Charles VIII décide de faire de Castelnau une place forte réunie provisoirement au domaine de la couronne, situation provisoire mais durable.. jusqu'à la chute de la royauté. La Réforme protestante s'y implanta durablement, jusqu'en 1685.
Même rattachée au Béarn puis à l'Armagnac, la Rivière Basse dépendait du diocèse de Tarbes, héritage de son premier suzerain bigourdan. Lors de la création des départements, Castelnau et une grande partie de la Rivière Basse viendront constituer la pointe nord des Hautes-Pyrénées.

### Les Hospitaliers
Une tradition attribue la construction de l'église Saint-Jean-Baptiste de Mazères, vers 1120, aux Hospitaliers de l'ordre de Saint-Jean de Jérusalem du grand-prieuré de Toulouse. Cependant, si les archives de l'Ordre permettent de savoir qu'il possédait une église dédiée à saint Jean-Baptiste dans la riche plaine alluviale de l'Adour mais sans qu'on puisse être certain qu'il s'agisse de l'église de Mazères.

### Cadastre napoléonien de Castelnau-Rivière-Basse
Le plan cadastral napoléonien de Castelnau-Rivière-Basse est consultable sur le site des archives départementales des Hautes-Pyrénées.

### Liste des maires

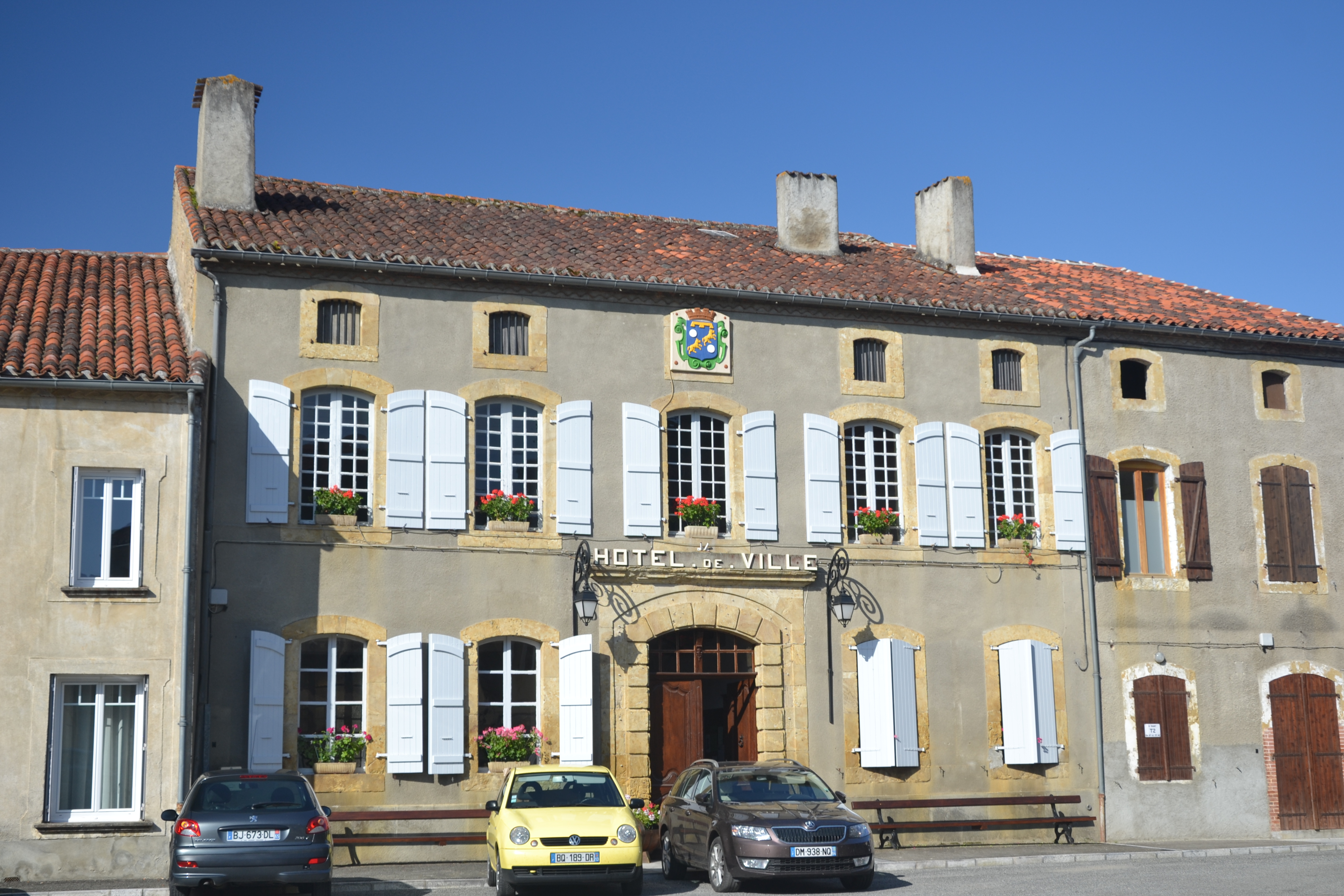
Mairie de Castelnau-Rivière-Basse.

## Politique et administration

### Historique administratif
Castelnau et Mazères qui en dépend au civil, avec la communauté distincte de Montus sont de la sénéchaussée de Lectoure, élection d'Armagnac, pays de Rivière-Basse, chef-lieu   de canton de Castelnau-Rivière-Basse (depuis 1790). Castelnau se voit rattacher entre 1791 et 1801 Mazères et Montus, communes en 1790.

### Structures intercommunales
Castelnau-Rivière-Basse appartient à la communauté de communes Adour Madiran créée en janvier 2017 qui a la particularité de réunir 72 communes de Bigorre et Béarn.
Dans le cadre du schéma départemental de coopération intercommunale qui sert de base de discussion entre services préfectoraux et élus, il est envisagé de fondre en une seule, les trois communautés de communes du nord des Hautes-Pyrénées : celle du Madiranais, celle du Val d'Adour (grosso modo le canton de Maubourguet) et celle des Castels (Lascazères, Villefranque, Hagedet), cette dernière appartenant en totalité au canton de Castelnau-Rivière-Basse. La nouvelle entité regrouperait environ 7 000 habitants.

### Services publics

Sélection de vues des installations municipales.
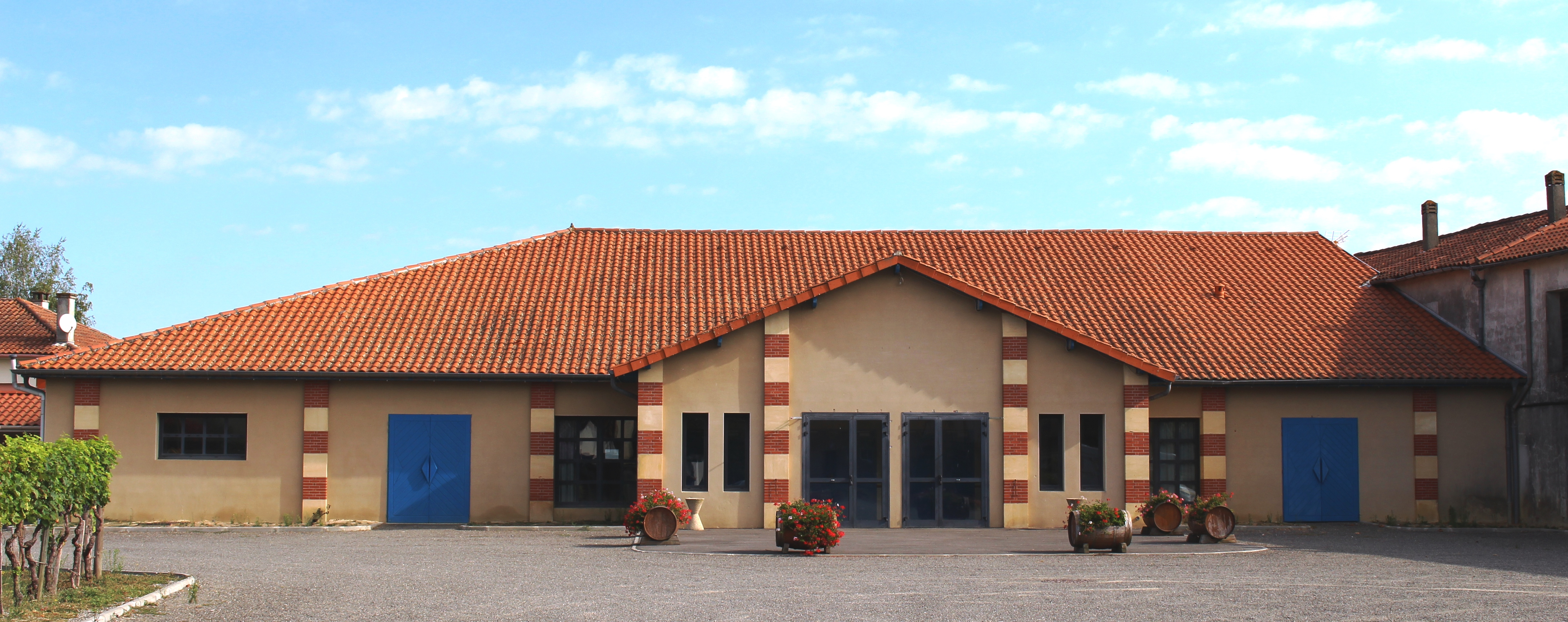
Le foyer rural en 2016.
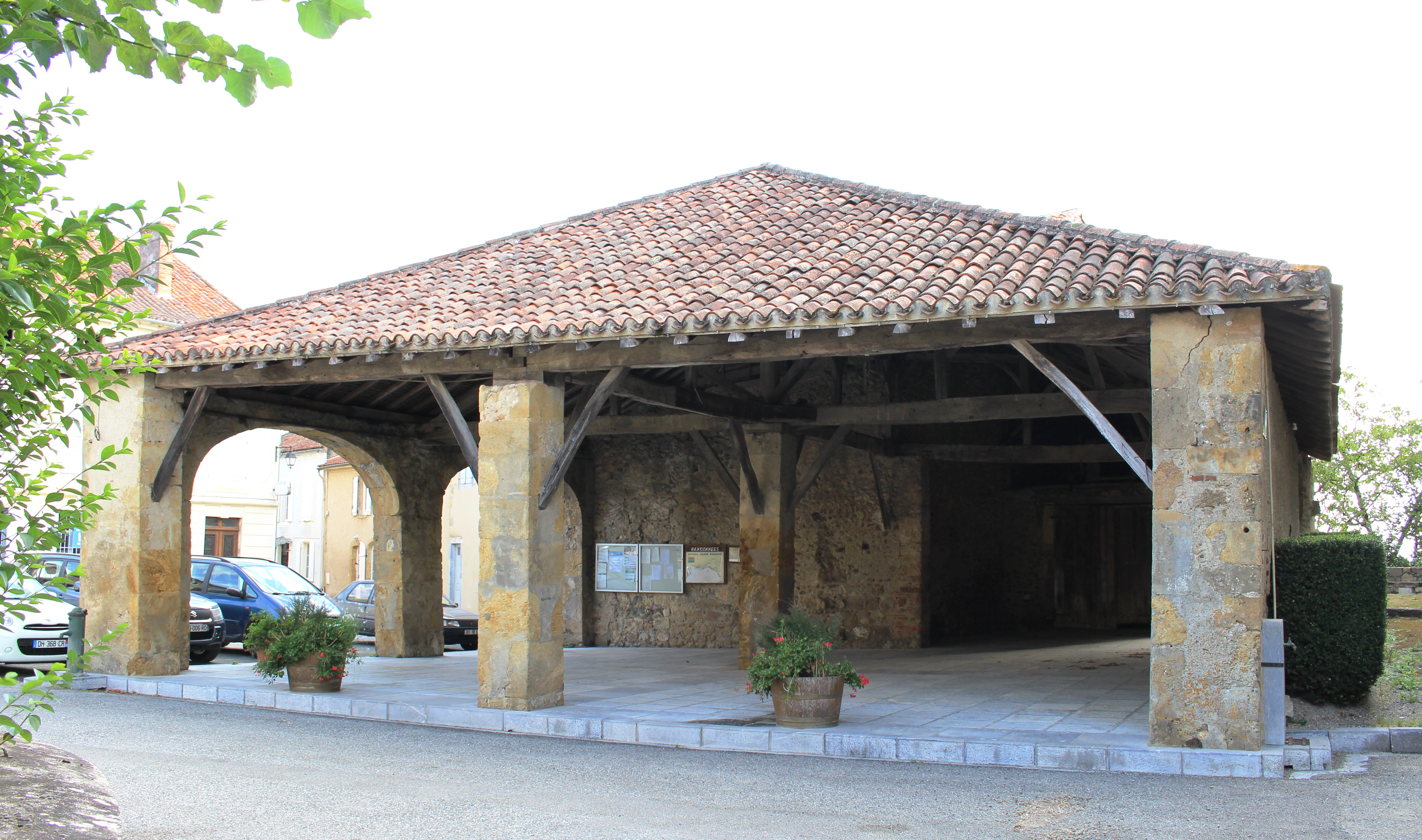
Les halles en 2016.

## Population et société

### Démographie

#### Évolution démographique
| 1793  | 1800  | 1806  | 1821  | 1831  | 1836  | 1841  | 1846  | 1851  |
| ----- | ----- | ----- | ----- | ----- | ----- | ----- | ----- | ----- |
| 1 227 | 1 291 | 1 068 | 1 337 | 1 301 | 1 362 | 1 323 | 1 362 | 1 365 |

| 1856  | 1861  | 1866  | 1876  | 1881  | 1886  | 1891  | 1896  | 1901 |
| ----- | ----- | ----- | ----- | ----- | ----- | ----- | ----- | ---- |
| 1 255 | 1 232 | 1 170 | 1 140 | 1 195 | 1 184 | 1 125 | 1 055 | 953  |

| 1906 | 1911 | 1921 | 1926 | 1931 | 1936 | 1946 | 1954 | 1962 |
| ---- | ---- | ---- | ---- | ---- | ---- | ---- | ---- | ---- |
| 925  | 870  | 872  | 802  | 751  | 742  | 729  | 636  | 699  |

| 1968 | 1975 | 1982 | 1990 | 1999 | 2006 | 2011 | 2016 | 2021 |
| ---- | ---- | ---- | ---- | ---- | ---- | ---- | ---- | ---- |
| 698  | 654  | 661  | 670  | 667  | 695  | 664  | 631  | 637  |

| 2022 | - | - | - | - | - | - | - | - |
| ---- | - | - | - | - | - | - | - | - |
| 648  | - | - | - | - | - | - | - | - |

### Enseignement

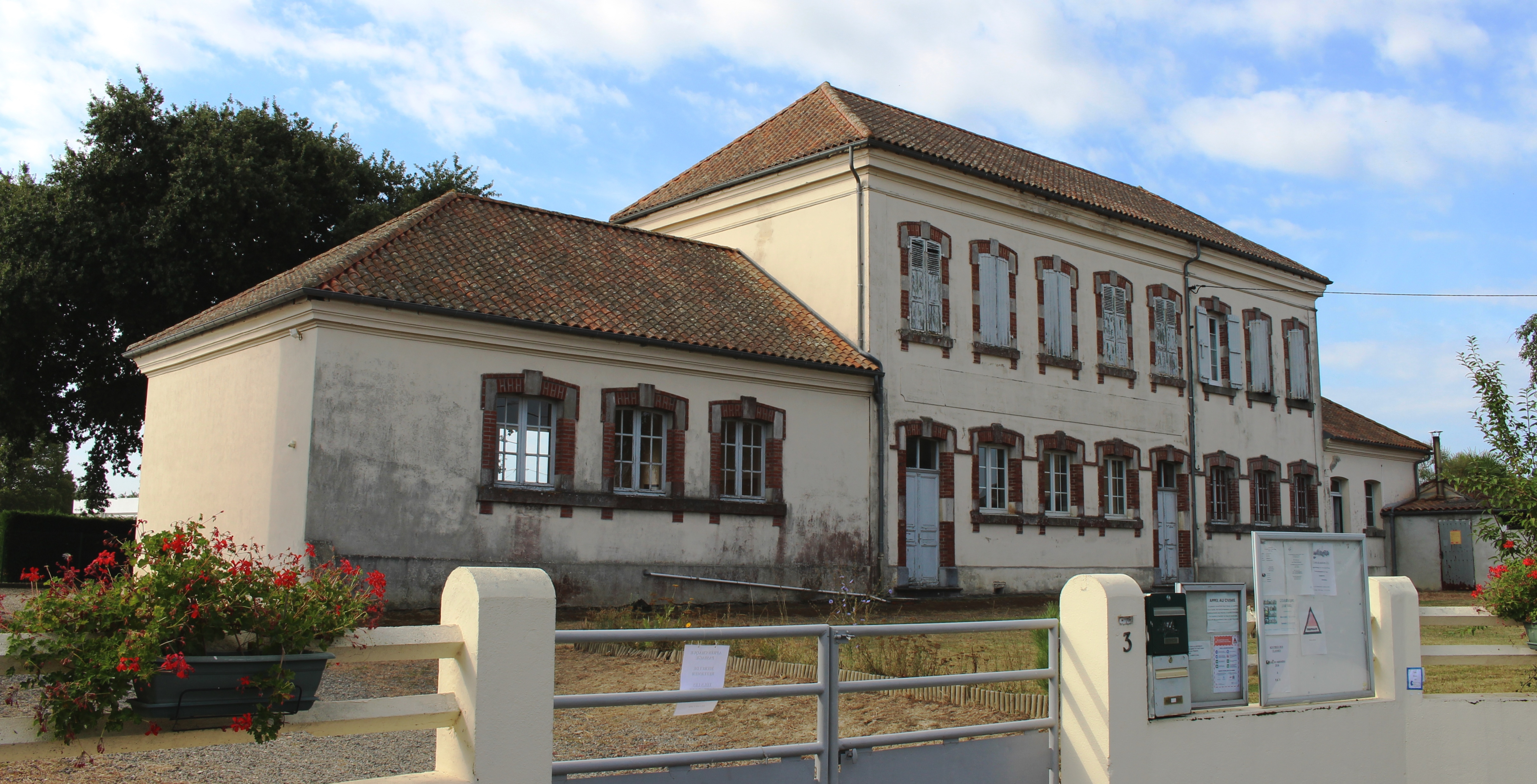
L'ancienne école des filles en 2016.

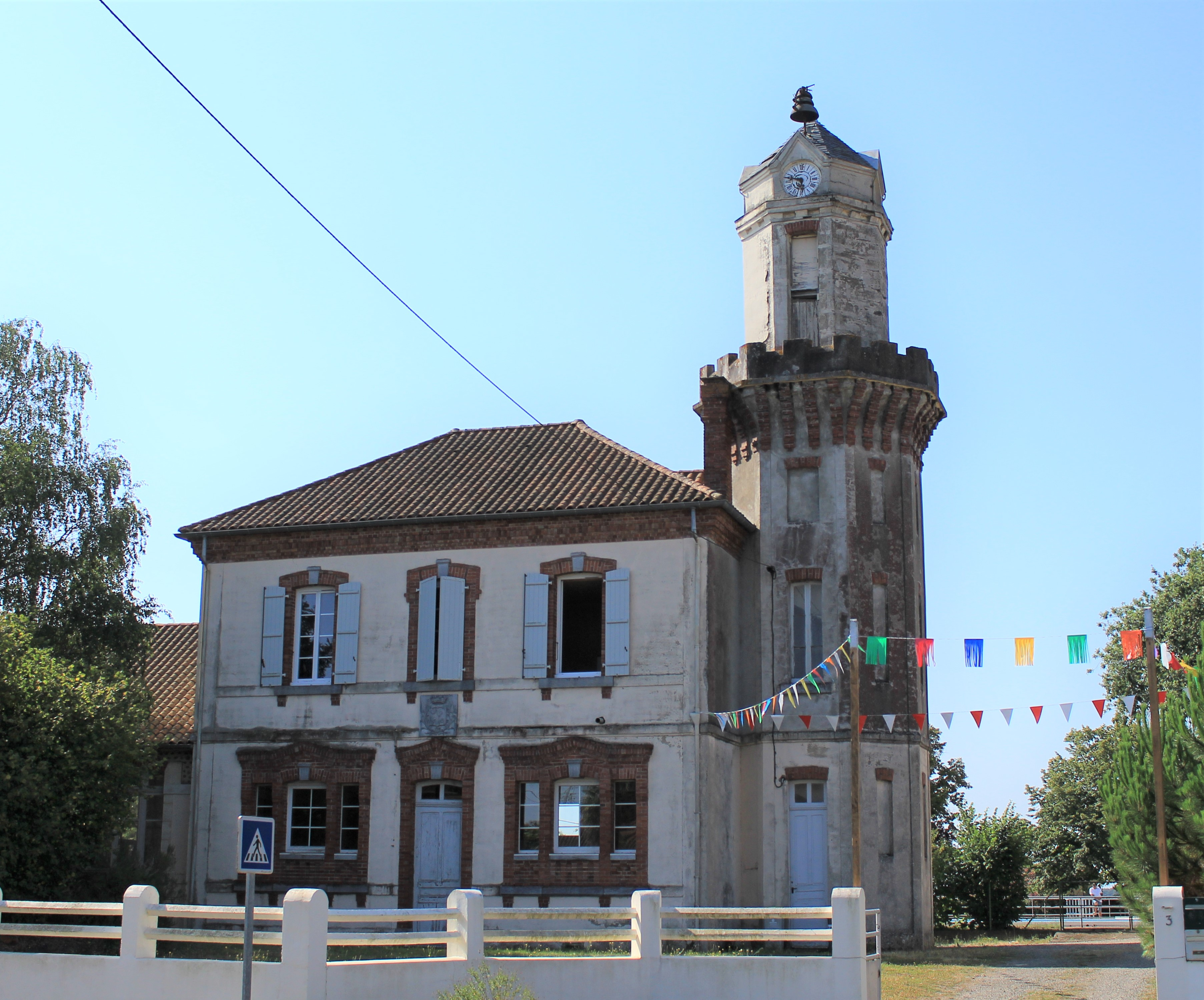
L'ancienne école des garçons en 2022.

La commune dépend de l'académie de Toulouse. Elle ne dispose plus d’une école en 2022.

### Sports
- Une piste d'ULM, au nord ouest de la commune, près de l'Adour, divisée avec la commune de Goux.
- Castelnau-Rivière-Basse possède un club de rugby, l'Union sportive de Castelnau en Madiranais rugby, qui joue au stade Yann-Dousseau.

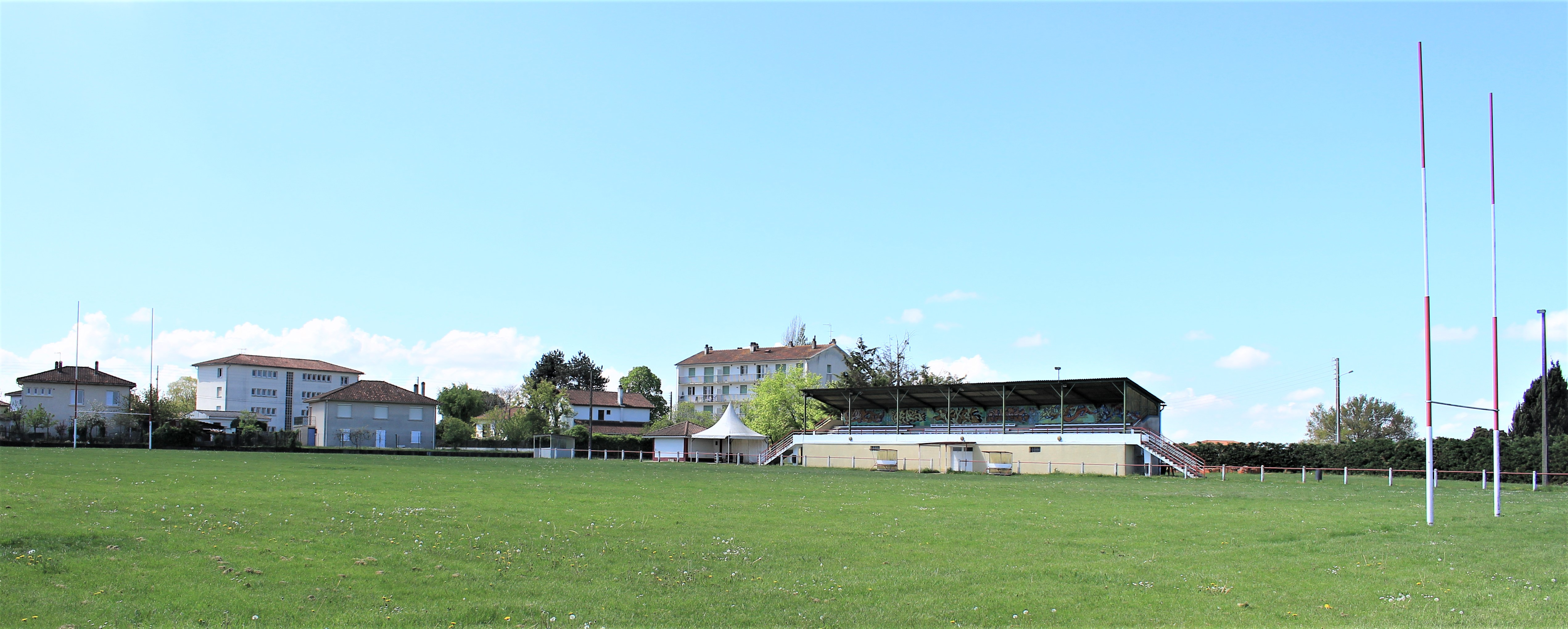
Le stade de rugby Yann Dousseau en 2023.
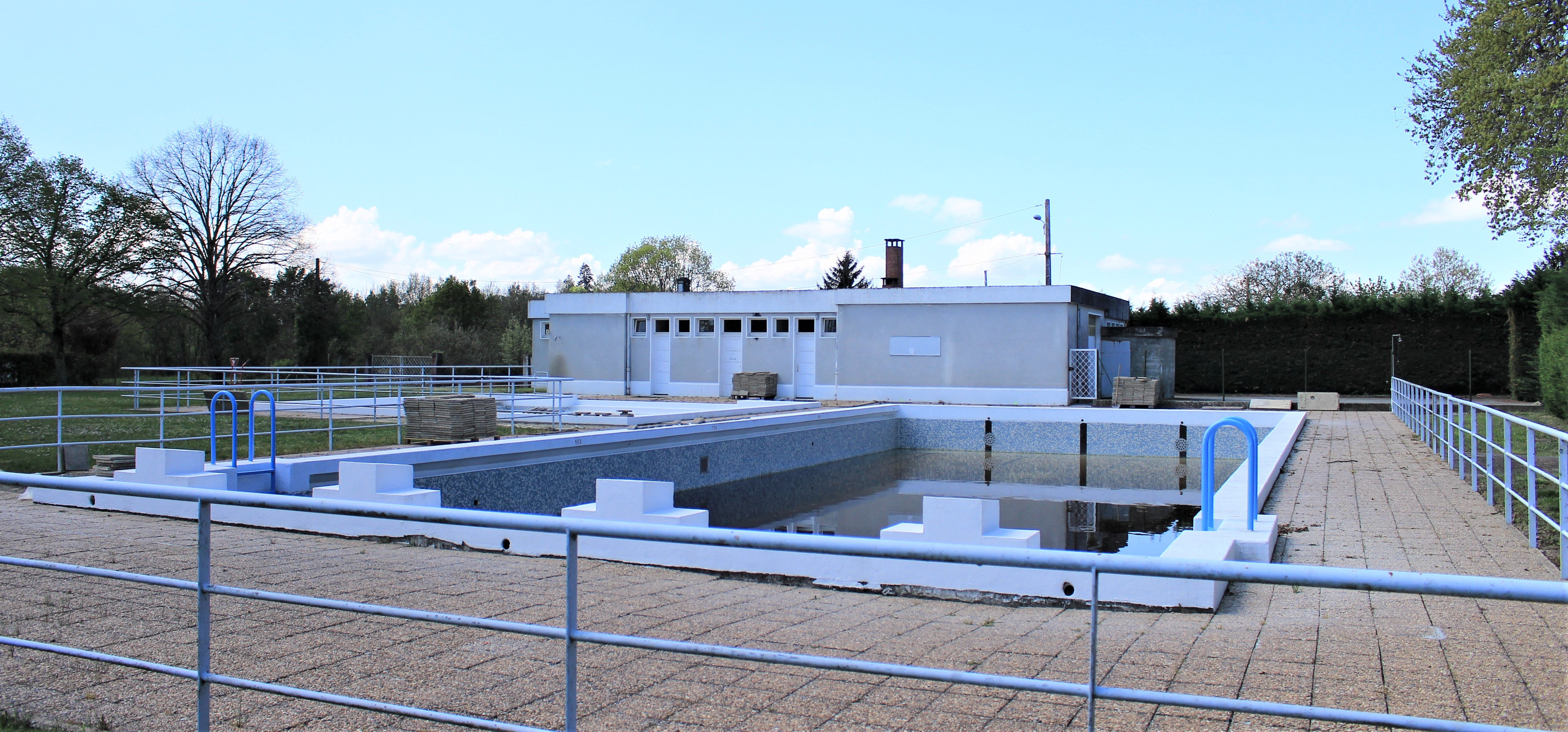
La piscine.
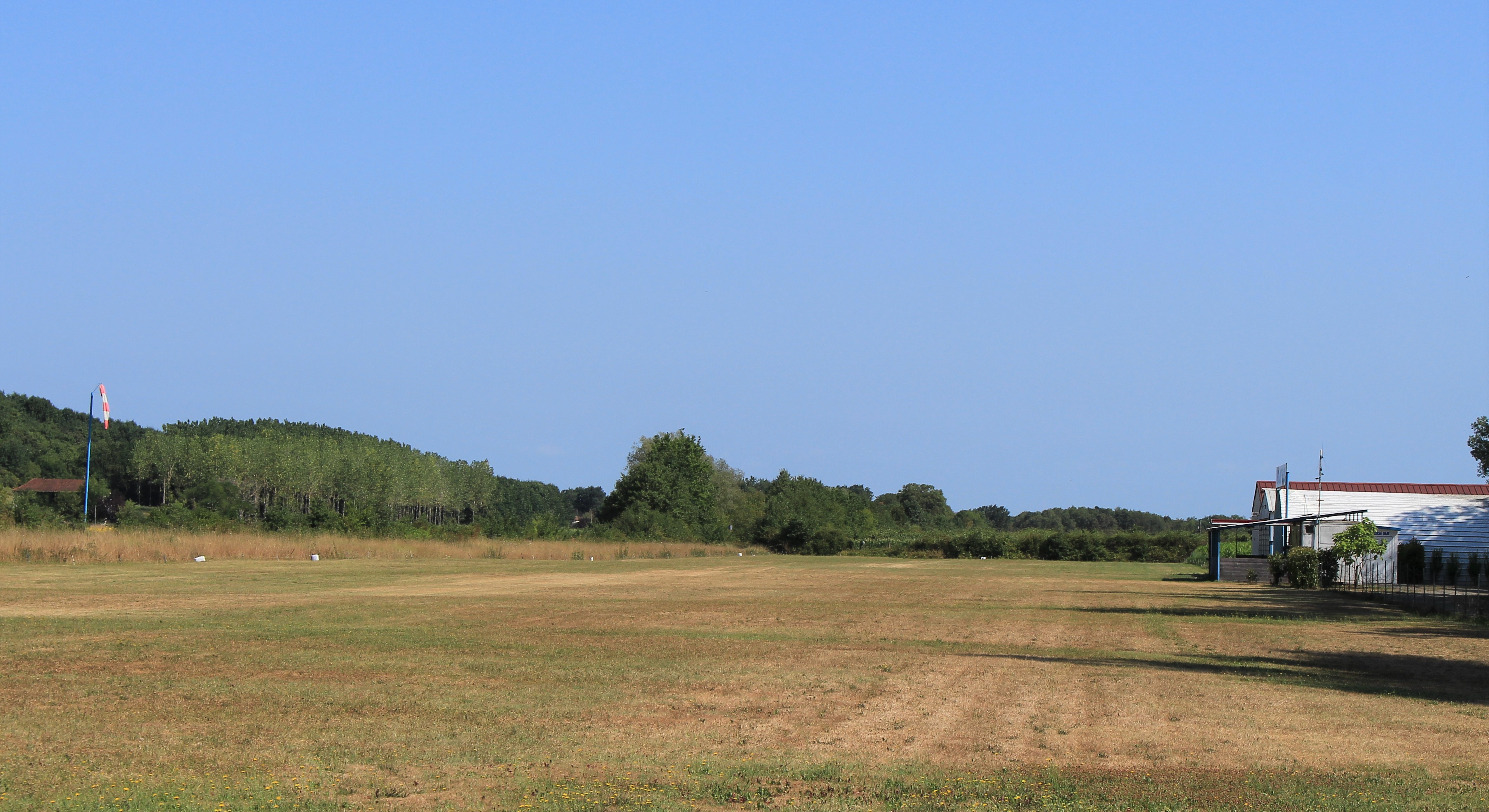
L'aérodrome.
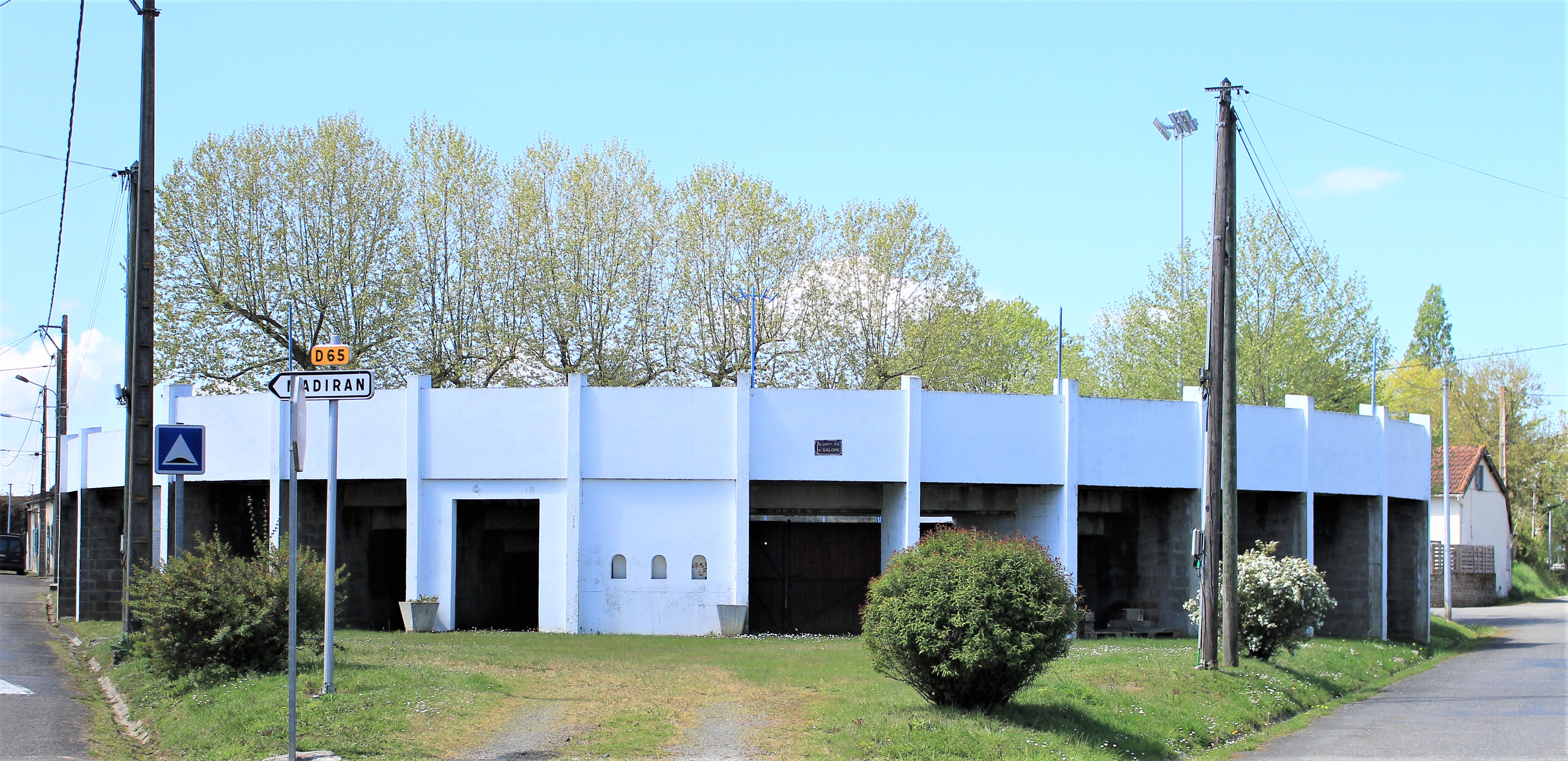
Les arènes en 2023.

### Manifestations culturelles et festivités

#### Tauromachie

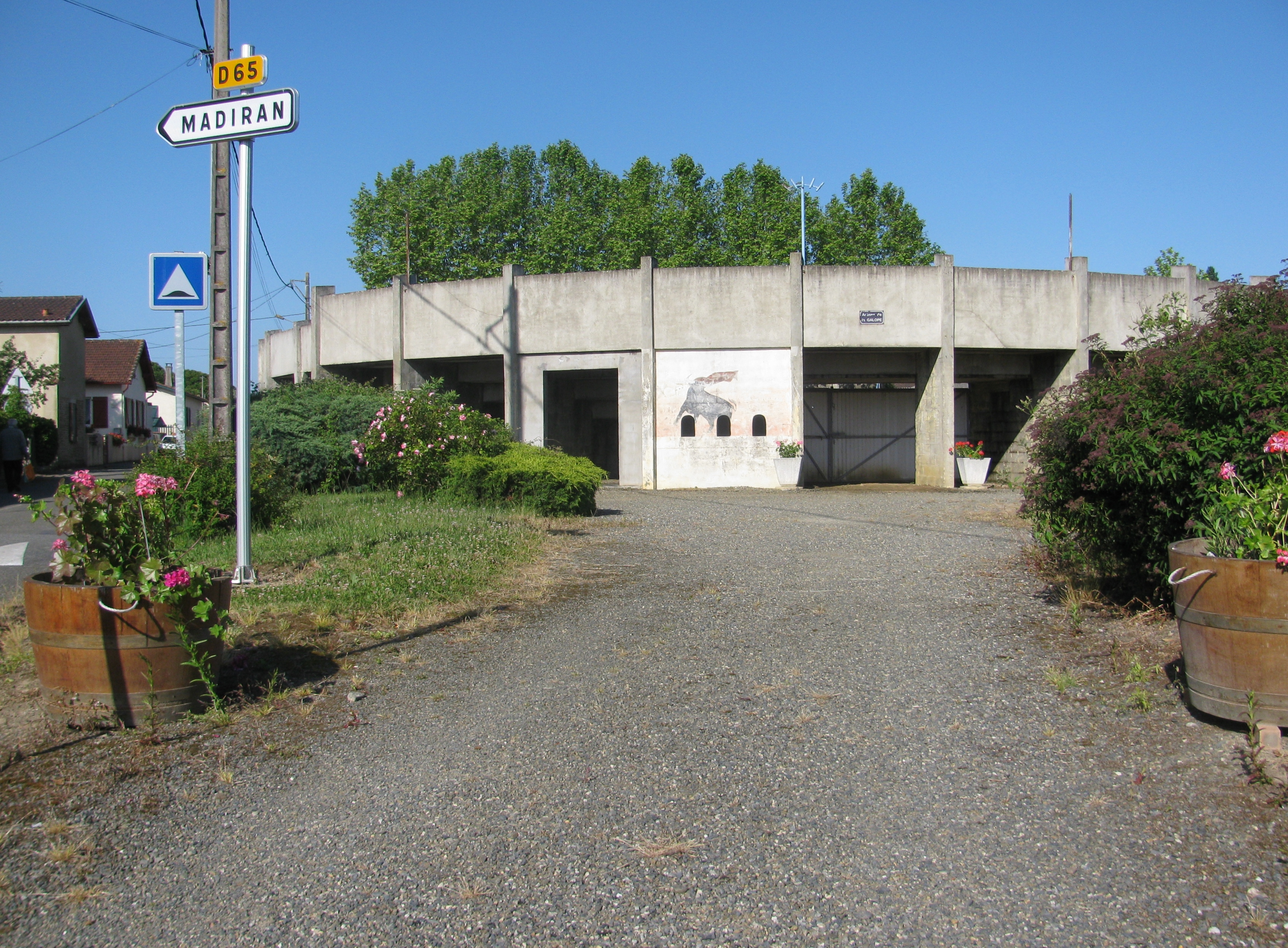
Arènes de Castelnau-Rivière-Basse.

Castelnau-Rivière-Basse possède des arènes bâties : les arènes de la Galope. La tradition taurine y date du XIXe siècle. Des courses landaises mais aussi des novilladas non piquées y ont été organisées ces dernières années (y compris des novilladas-concours) durant les fêtes du village qui se déroulent au début du mois de juillet.

## Économie

### Revenus
En 2018, la commune compte 225 ménages fiscaux, regroupant 420 personnes. La médiane du revenu disponible par unité de consommation est de 18 960 € (20 420 € dans le département).

### Emploi
|                | 2008  | 2013   | 2018   |
| -------------- | ----- | ------ | ------ |
| Commune        | 6,5 % | 10,9 % | 10,2 % |
| Département    | 7,7 % | 9,4 %  | 9,8 %  |
| France entière | 8,3 % | 10 %   | 10 %   |

En 2018, la population âgée de 15 à 64 ans s'élève à 351 personnes, parmi lesquelles on compte 66,8 % d'actifs (56,6 % ayant un emploi et 10,2 % de chômeurs) et 33,2 % d'inactifs,. En  2018, le taux de chômage communal (au sens du recensement) des 15-64 ans est supérieur à celui du département et de la France, alors qu'en 2008 la situation était inverse.
La commune est hors attraction des villes,. Elle compte 310 emplois en 2018, contre 311 en 2013 et 306 en 2008. Le nombre d'actifs ayant un emploi résidant dans la commune est de 204, soit un indicateur de concentration d'emploi de 152,3 % et un taux d'activité parmi les 15 ans ou plus de 41,3 %.
Sur ces 204 actifs de 15 ans ou plus ayant un emploi, 110 travaillent dans la commune, soit 54 % des habitants. Pour se rendre au travail, 64,7 % des habitants utilisent un véhicule personnel ou de fonction à quatre roues, 1,5 % les transports en commun, 28,6 % s'y rendent en deux-roues, à vélo ou à pied et 5,2 % n'ont pas besoin de transport (travail au domicile).

### Activités

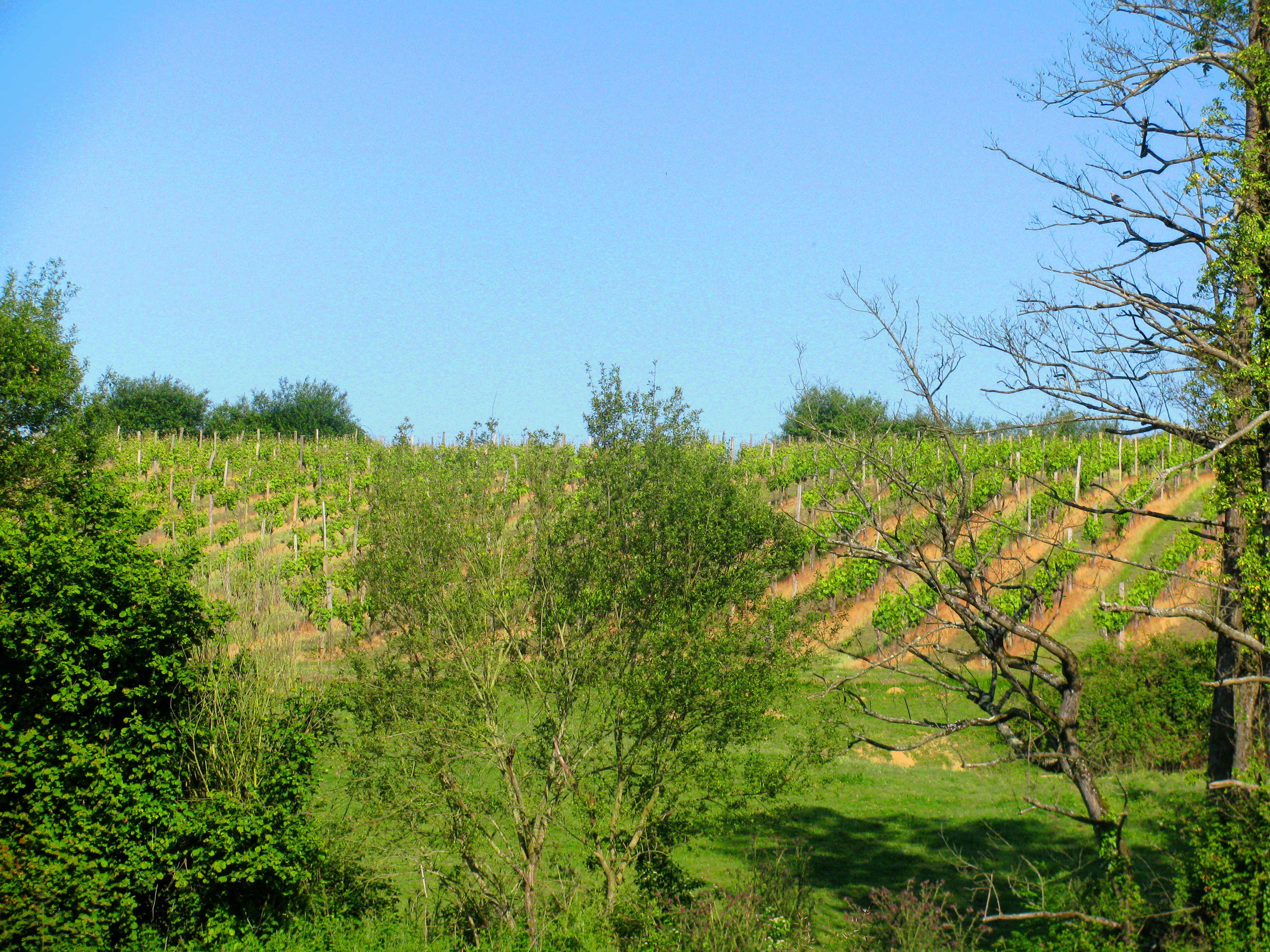
Vignes de l'AOC madiran.

La commune fait partie des zones d'appellation d'origine contrôlée (AOC) du madiran, du pacherenc-du-vic-bilh et du béarn. L'implantation de la vigne a fait l'objet d'études historiques notamment par Charles Latterrade, puis Stéphane Granier ainsi que les synthèses plus larges de Francis Brumont.
Bien que présente dans la région depuis l'époque gallo-romaine, la vigne a accentué sa présence grâce à l'installation à Madiran vers 1030 de moines bénédictins venus de Marcillac (Lot). Ce qui donna au vin local le nom de « vin des curés ».
La particularité culturale tenait à une conduite des vignes « en hautains » afin de les mettre à l'abri des gelées tardives. Ces hautains étaient initialement des arbres dans lesquels grimpaient les branches mais ils furent remplacés progressivement par des hautains échalassés qui coûtaient plus chers mais ne concurrençaient pas la vigne en nutriments et soleil.
Le vignoble s'accrut et au milieu du XVIIIe siècle, les vins dits « de Madiran » donnaient naissance à trois directions commerciales : la principale vers les Pyrénées centrales dont les habitants appréciaient la « hortalesse » (grande force) du produit. Une direction vers les pays du nord en suivant celle déjà prise par les vins de Béarn exportés par Bayonne. Enfin une direction bordelaise où ces vins forts en tannin et alcool servaient à remonter certains vins locaux. Minoritaire en surface, la vigne apporte à la fin de l'Ancien Régime la moitié des revenus.
À la fin du XVIIIe siècle, Castelnau est la commune du Madiranais qui comporte la plus grande part de vignes : elles couvrent 21 % de la surface totale et exactement la moitié des terres labourables (389 ha de vignes contre 780 ha de terres labourables). Cet âge d'or de la fin du XVIIIe siècle dure, même si l'accroissement faiblit, jusqu'en 1820 où la surface de vignes atteint 452 ha.
À partir de 1854, le vignoble castelnauvien est frappé par l'oïdium, le mildiou apparaît en 1880 en même temps que les prémices de la crise phylloxérique qui culmine vers 1892. En 1910, la surface communale en vigne n'est plus que de 262 ha pour descendre à 180 ha en 1920.
Pas plus la création de l’appellation madiran en 1948, que celle de la Cave coopérative du Madiranais la même année, ne changent l'évolution d'un vignoble en déclin jusque dans les années 70 où le renouveau s'amorce.
Mais il se fait désormais sur le plan de la qualité bien plus que des surfaces cultivées qui continuent à décroître par rapport aux niveaux historiques du début du XIXe siècle (en 2011, environ 110 hectares localisés essentiellement sur les versants de La Tyre-Arrauzets et Rengouer-Montus). La quasi-totalité sont en AOC madiran (92 ha 63 a) ou AOC béarn (9 ha 44 a).

## Culture locale et patrimoine

### Lieux et monuments
La commune possède plusieurs édifices répertoriés à l'inventaire des monuments historiques :
- Le château de Montus, inscrit au titre des monuments historiques le 28 juin 1988[39] ;
- L'église Saint-Cyr-et-Sainte-Julitte de Castelnau-Rivière-Basse, datant du XVe siècle et XVIe siècle, inscrite au titre des monuments historiques le 26 septembre 1960[40] ;
- L'église Saint-Jean-Baptiste de Mazères, dans le hameau de Mazères, classée au titre des monuments historiques le 22 janvier 1910[41] ;
- Le domaine de Laborie : toitures et façades de deux chais édifiés en 1835 à l'apogée de la prospérité du vignoble (quartier de La Tyre), inscrit au titre des monuments historiques le 2 juillet 1992[42].
- La fontaine de Gabaret (lavoir).
- La halle : bâtie au départ sur des piliers de bois, elle fut reconstruite en 1687, elle a été rénovée en 1986.
- Le moulin de Montus.

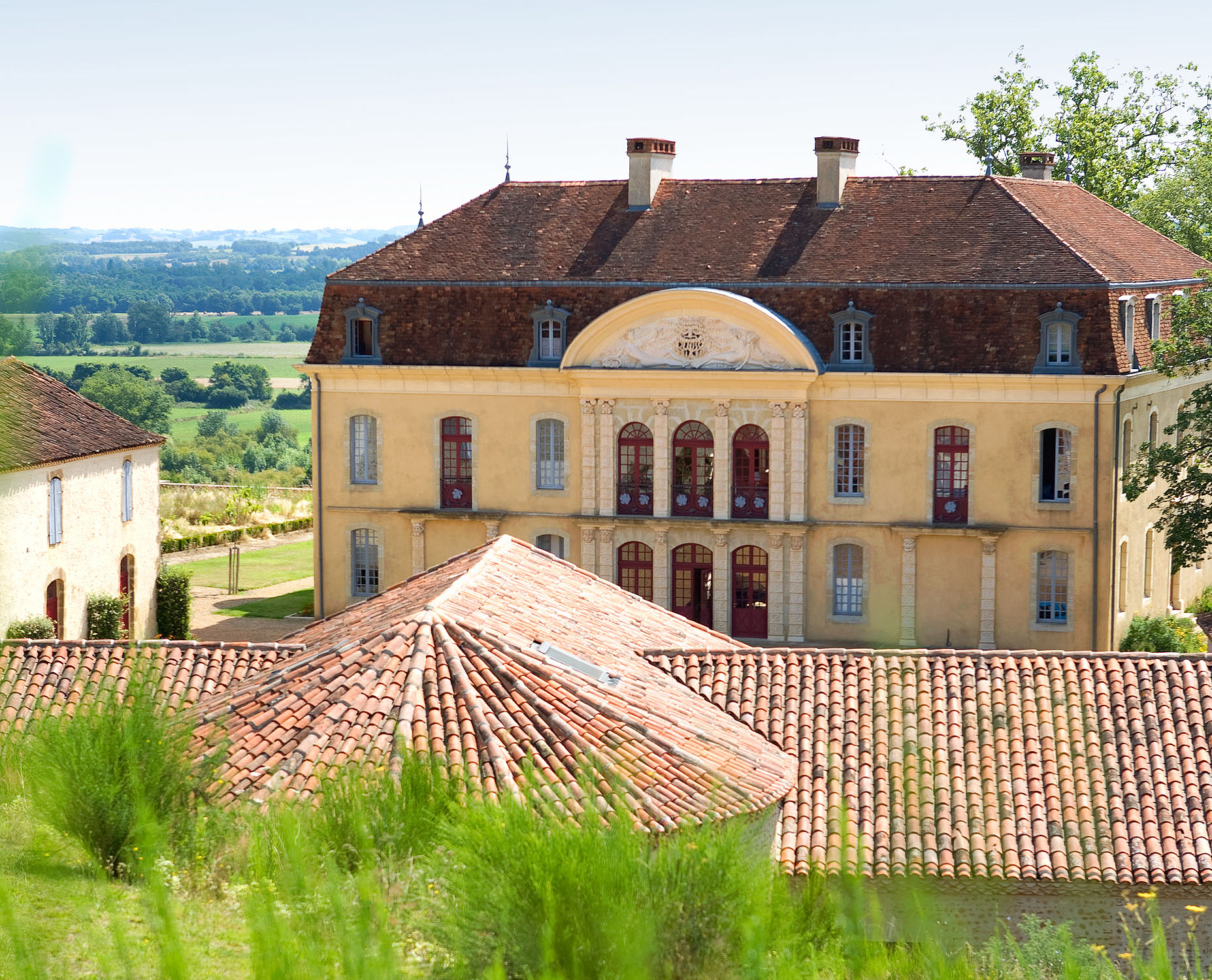
Château de Montus
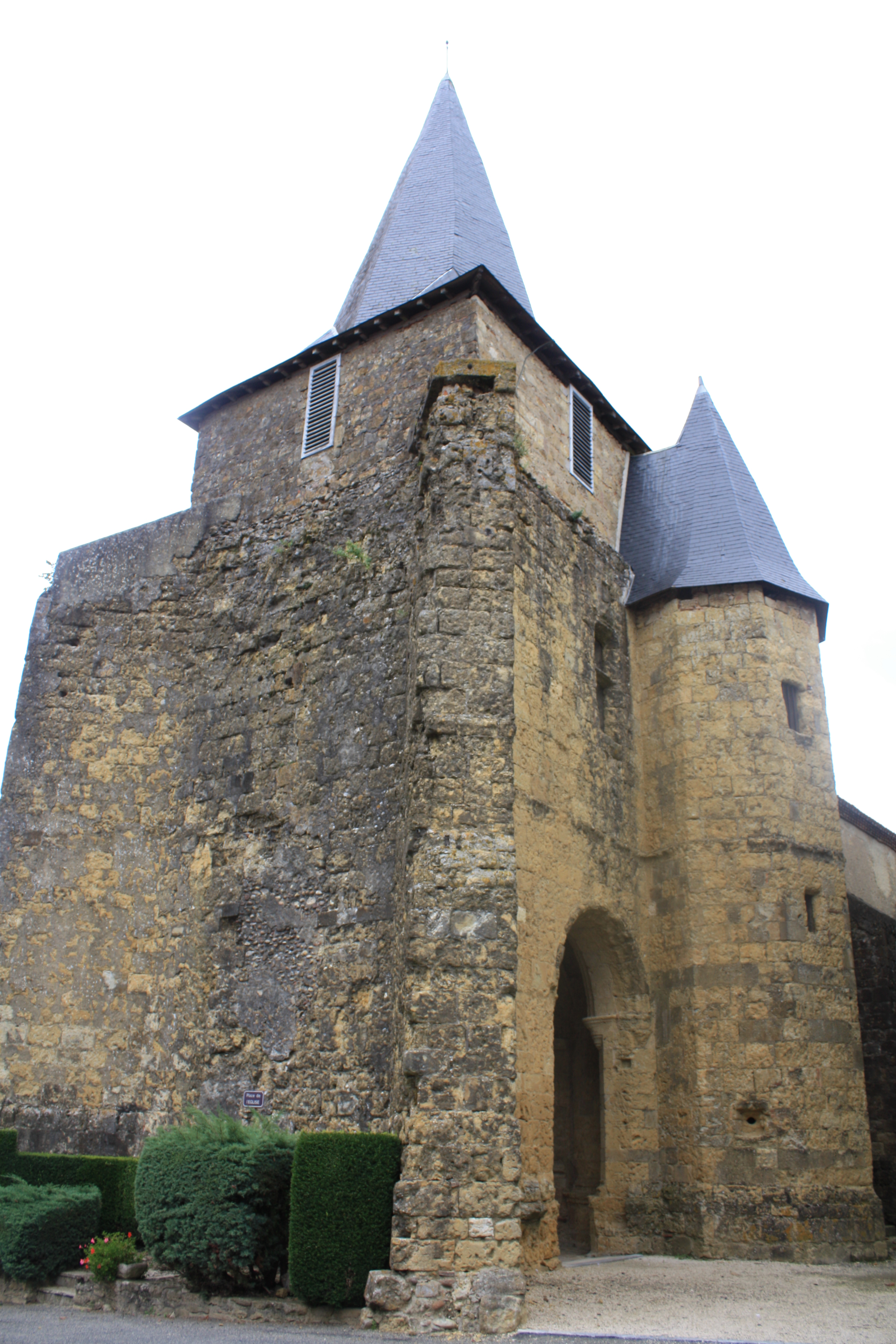
Église Saint-Cyr-et-Sainte-Julitte.
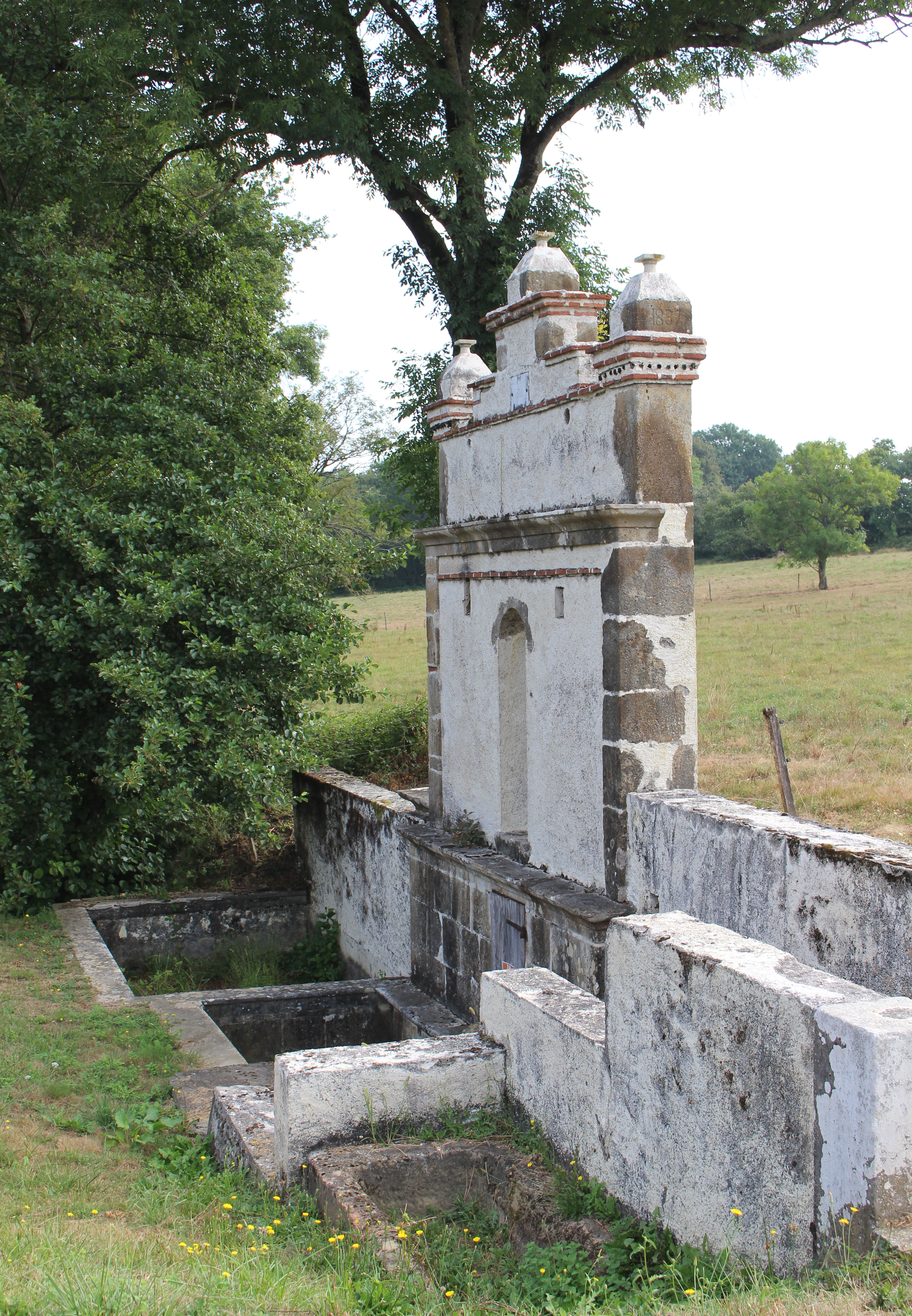
Fontaine de Gabaret (lavoir).
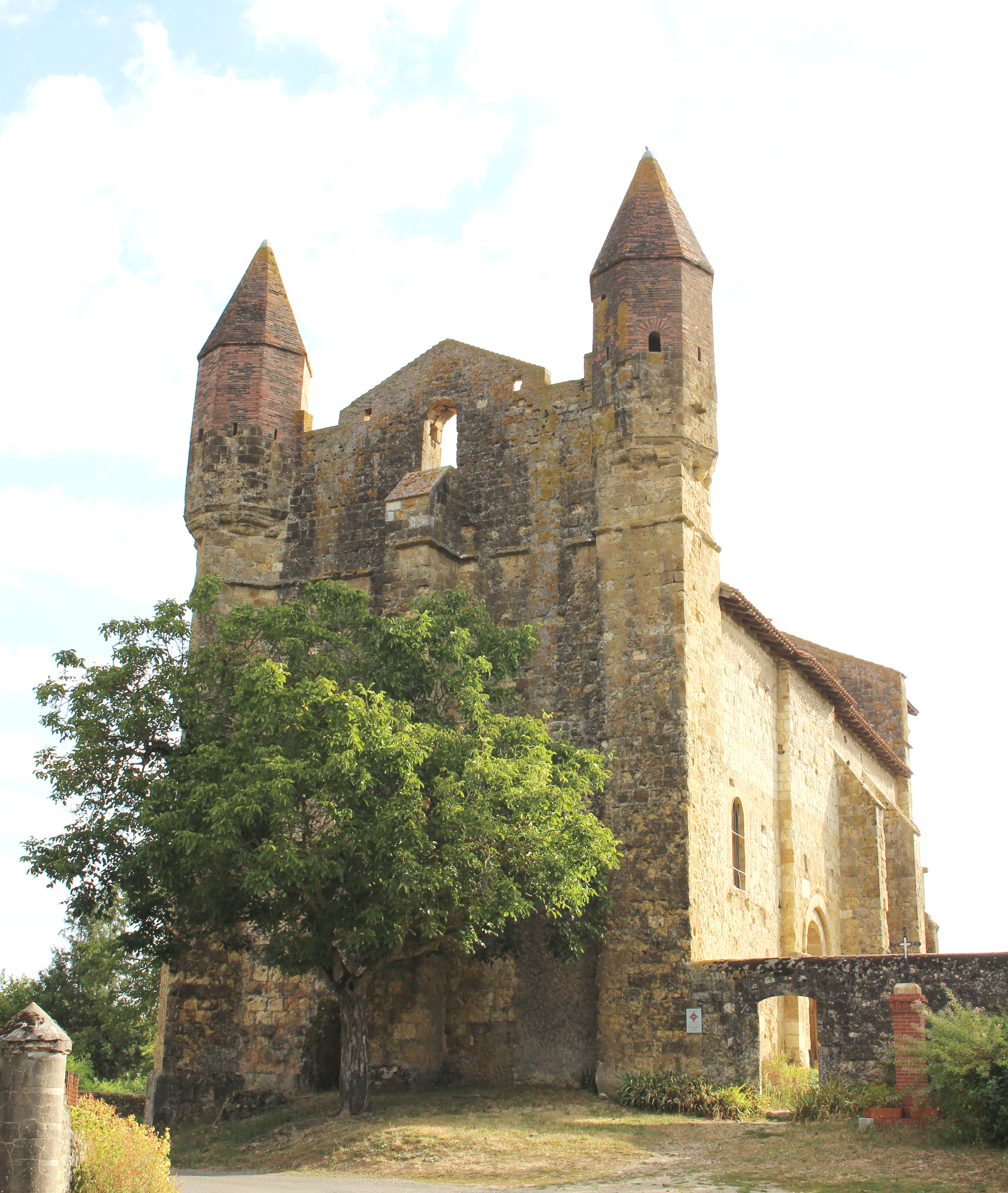
Église Saint-Jean-Baptiste de Mazères.
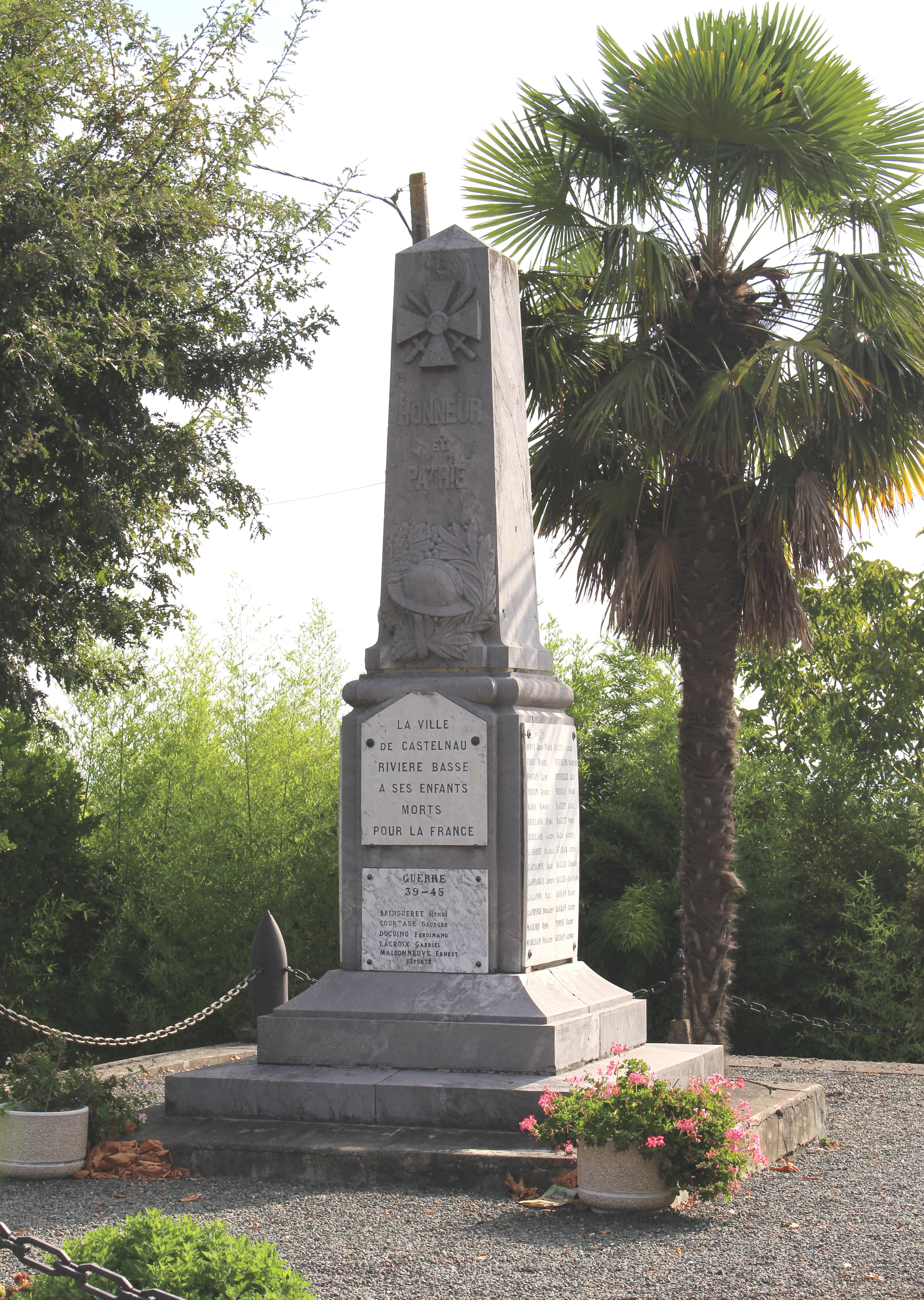
Monument aux morts municipal.
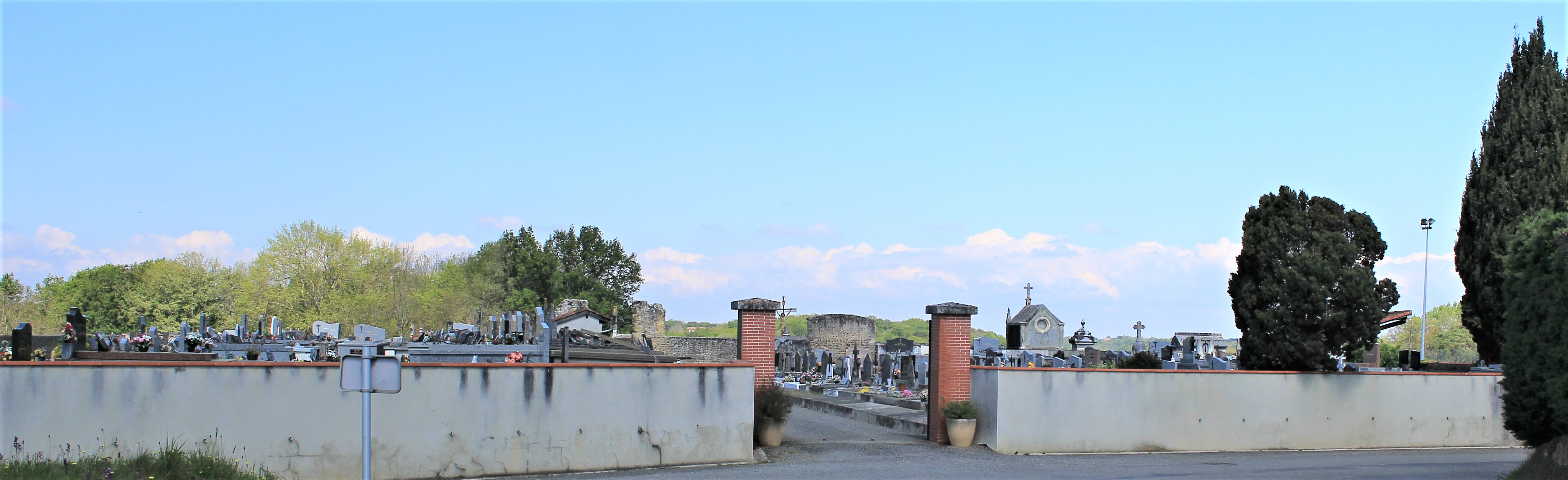
Le cimetière.

### Personnalités liées à la commune
- Gabriel Sabail ou Sabailh (1663-1743) : Praticien (homme de loi), né à Termes d'Armagnac (Gers), décédé en 1743 à Montus en son Château.
- Pierre Sabailh ou de Sabail (1690-1749) : Avocat en parlement, fils de Gabriel Sabailh, né et décédé à Montus.
- Aimé François de Sabail (1731-1801) : Conseiller du Roy, lieutenant de la justice en Rivière-Basse. Il est le fils de Pierre Sabailh. Les Sabailh ont été anoblis en 1733.
- Dominique (de) Sabail (1757-1799) : Avocat en parlement, juge de paix de Castelnau en 1790, membre du directoire du département des hautes pyrénees, entre 1790 et 1793. Il est le fils de François de Sabailh (le port de la particule a été interdit à Castelnau à partir de 1791). Il est né à Montus et décédé à Monguilhem (Gers).
- Alexandre (de) Sabail (1790-1841) : Juge de paix de Castelnau, maire de la commune (1819-1826). Il est le fils de Dominique (de) Sabail. Il épouse le 2 mars 1817, Emilie Dartigaux. Il est décédé au château Montus.
- Jules Sabail : Fils de Alexandre Sabail et frère de Alfred Sabail. Avocat, juge de Paix, deux fois maire de Castelnau (1914-1920) et (1925-1935). Administrateur de la Banque de France à Tarbes. Il est décédé au Château Montus.
- Alfred Sabail, né au Château de Montus en 1840, décédé en 1927 à Plaisance, notaire et homme politique libérale, par deux fois maire de Plaisance, (1870-1871) (1908-1920), Président de la Chambre des Notaires du Gers. Il épousa la fille de Jean-François Doat, Louise Doat. Frère de Jules et fils d'Alexandre Sabail. Il est également le beau-frère de Henri Mieussens, Maire de Castelnau (1884-1890).
- Jean Faget (milieu du XVIIIe siècle) : chirurgien major des Gardes françaises[43].
- Paul Dufouert (naissance vers 1730 à Castelnau) : neveu du précédent, chirurgien de son Altesse, Mgr le Prince de Clermont[43].
- Pierre Dufouert (juin 1737–1813) : son frère cadet succède à Jean Faget, chirurgien-major des armées en Allemagne puis des Gardes françaisesinspecteur général des Hôpitaux de Paris[43].
- Jean-François Xavier Noguès (déc. 1769–déc. 1808 au château de Montus) : engagé volontaire dans l'armée des Pyrénées-Orientales, commandant la place de Marseille (1799) puis la Xe division militaire (Toulouse) ; lieutenant-général des armées de Louis Bonaparte, roi de Hollande[43].
- Antoine Noguès (mai 1777–déc. 1853 à Jû-Belloc (Gers) : frère du précédent, général de brigade, blessé à Waterloo[43].
- Paul Despouey  (1897–1983) : huissier de justice et viticulteur ; maire de la commune de 1935 à 1983 puis conseiller général (1969-1982) au décès de son frère ; il créa la cave coopérative du Madiranais en 1948. Le stade municipal porte son nom.
- Pierre Despouey (1902–1969) : frère du précédent, médecin ; conseiller général (1931-1969) du canton de Castelnau-Rivière-Basse. On lui doit notamment l'installation du préventorium, établissement de soins (ouvert en août 1955), bâtiment qui abrite aujourd'hui le Centre départemental de travail protégé et d'hébergement (CEDEPTH) ; médaillé de la Résistance ; président (de janvier 1948 à juillet 1952) de l'Office départemental HLM.
- Vern Cotter : joueur de rugby à XV, il joua durant la saison 1998-1999 à l'Union Sportive Castelnau-Madiranais (club fondé en 1912) avant de devenir entraîneur.
- Jean Joseph Dareau-Laubadère  homme politique français né en 1750 à Castelnau-Rivière-Basse.

### Héraldique
| Blason | Blasonnement : D'azur aux deux loups contournés d'or passant en barre, accompagnés de deux besants d'argent rangés en bande, le tout surmonté d'un lambel aussi d'or. |